# Історія УНА-УНСО
УНА-УНСО (Українська національна асамблея — Українська народна самооборона)  — українська політична партія та громадський рух націоналістичного спрямування. Веде свою історію з серпня 1991 року. З теперішньою назвою зареєстрована Міністерством юстиції України 20 серпня 2015.
30 червня 1990 було утворено Українську Міжпартійну Асамблею (УМА), котра об'єднала різні патріотичні групи, організації та партії. 19 серпня 1991 для боротьби з ГКЧП УМА створила загони Самооборони — УНСО.
8 вересня 1991 УМА перейменувалася в Українську Національну Асамблею, а УНСО стала її структурним силовим підрозділом. Організація отримала народну назву УНА-УНСО.

## Заснування
3 — 4 листопада 1990 року в Києві відбулися збори Націоналістичної фракції СНУМ, де було прийняте рішення про вихід Фракції зі Спілки. Після обговорення та дискусій було проголошено про створення нової організації – Української Націоналістичної Спілки (УНС). На Зборі були присутні 72 делегати від Львівської, Тернопільської, Івано-Франківської, Черкаської, Житомирської, Київської, Рівненської, Полтавської областей.
Пізніше 11 січня 1991 року загони УНС на чолі з Юрієм Тимою охороняли литовський парламент під час подій у Вільнюсі. 30 червня 1991 року дві сотні членів УНС провели смолоскипну ходу на згадку про день проголошення у Львові незалежності України.
В перший день серпневого путчу загін УНС під командуванням Валерія Бобровича вирушив до Москви. У Львові,Києві, Черкасах та Рівному на основі УНС почали формуватися загони Української Народної Самооборони (УНСО) для організації спротиву заколотникам. В армійських частинах працювали пропагандисти УНС, які підбивали військових виступити на боці УНСО.
У зв'язку з проголошенням Незалежності 8 вересня 1991 року було скликано шосту сесію ГО Українська Міжпартійна Асамблея. На сесії було ухвалено перейменувати Українську Міжпартійну Асамблею на Українську Національну Асамблею (УНА). Першим Головою УНА-УНСО став Юрій Шухевич, син головнокомандувача УПА — Романа Шухевича.
Арсенал методів діяльності УНСО був досить широким — від розгону зібрань антиукраїнських організацій до перешкоджання вивозу сільськогосподарських продуктів за межі держави.

## 1992

### Сепаратизм
Українська держава в перші дні свого існування зіткнулася з проблемою сепаратизму. В регіонах з компактним проживанням неукраїнського населення з'являлись партії, товариства, громадські організації, які піднімали питання утворення національних автономій. Активісти таких організацій вели цілеспрямовану антидержавну пропаганду. УНА-УНСО взяла за мету припинити подібну діяльність.
Зокрема, на Донбасі припинено бурхливу діяльність депутата ВР СРСР Гончарова, спрямовану на відновлення Донецько-криворізької республіки (радянська республіка часів Українсько-радянської війни) та створення донецької національної гвардії.
В Києві ліквідовано проросійську організацію «Отечественный форум». В листопаді 1991 року унсовці розігнали їхній конгрес та мітинг. Через бійки за участю унсовців влада провела перші масові арешти активістів УНСО.
В Одесі унсовці придушили ініціативу створення Новоросійської республіки. Вплив організації був відчутним на Буковині та в Закарпатті, де також активізувались сепаратистські структури. 
За визнанням Дмитра Корчинського:
"Закарпатська обласна рада засідала і хотіла зробити окрему економічну зону. То був перший крок, наступним могла бути політична автономія. Не вийшло. Довелося УНСО туди кинути. Після бійки з міліцією під обласною радою депутати не насмілилися прийняти таке рішення".
7 червня 1992 року львівська команда УНСО розгромила румунський конгрес в Чернівцях, на якому звучали провокаційні заклики про об'єднання Північної Буковини з Румунією.

### Поїздка на Південь

#### Передумови
Найбільш гостро проблема сепаратизму проявилася в Криму. У цей час на території півострова перебували військові формування Росії — більша частина Чорноморського флоту і 126-а дивізія берегової охорони, які підпорядковувались владі Москви. Адмірал Касатонов, що очолював російський флот, різко реагував на проукраїнські вчинки військовослужбовців, зокрема оголошував зрадниками, цькував і виганяв з флоту офіцерів, які складали присягу на вірність Україні. (На початку квітня 1992 року офіцери штабу військово-морської бази в Новоозерному склали присягу на вірність українській державі, у відповідь Касатонов наказав заблокувати базу бронетанковою технікою з суші і бойовими кораблями з моря.
Укази Президента України Л.Кравчука, постанови Верховної Ради України у Криму не виконувались. Над офіційними установами Криму майоріли прапори СРСР; відкрито діяли напіввійськові організації типу «азово-чорноморського козацтва» або «військово-патріотичних клубів». «Козаки» неодноразово звертались до офіцерів 126-ї дивізії з проханням про отримання зброї. Були випадки побиття активістів місцевих українських організацій прихильниками «незалежності» Криму; здійснювалась наруга над державними українськими символами.
У відповідь на це, провід УНСО ухвалив рішення провести демонстрацію сили з метою підняття українського духу. Було заплановано проведення хресних ходів і молебнів за загиблими українцями в Одесі, Херсоні та Севастополі. В акції погодилися взяти участь священики УАПЦ та київський хор «Гомін». Для охорони священиків і хористів мобілізували загони УНСО з різних регіонів України кількістю до 500 осіб.
Організована наприкінці лютого 1992 року поїздка в колах унсовців отримала назву «Поїзд дружби», для неї замовили пасажирський потяг, оплачений «друзями організації». Першим пунктом проведення акції стала Одеса. Втім замість запланованої зупинки потягу біля головного вокзалу його подали на приміську станцію «Куяльник». Аби змусити місцеву владу виділити автобуси для своїх активістів, унсовці перекрили дорогу.

#### Одеса і Херсон
Після прибуття до Одеси на Привокзальній площі було проведено молебень. Згодом колона хресною ходою рушила на Дерибасівську. Дорогою керівники організації зайшли до місцевої прокуратури, де провели бесіду з заступником прокурора Одеси щодо обшуків, проведених міліцією в помешканнях шести членів місцевої УНА-УНСО. Крім нього в прокуратурі нікого більше не було.
Згодом було проведено ще один молебень за загиблими воїнами УНР і мітинг на Дерибасівській.
29 лютого 1992 року потяг прибув до Херсону. Відбулася хресна хода до центру міста, де було проведено урочистий молебень і мітинг під гаслом: «Київ проти Москви». Того ж дня стало відомо, що адмірал Касатонов, посилаючись на те, що Севастополь закрите місто, пообіцяв не пропустити туди «екстремістів-бандерівців».

#### Крим
1 березня 1992 року, о 7 год. 10 хв., потяг прибув на станцію Верхньосадова, де його зупинили, оскільки матроський патруль не давав дозволу для в'їзду в «закриту зону», вимагаючи перепустки. У відповідь унсовці заблокували залізницю. Блокування відбувалося під супровід патріотичних пісень у виконанні хору «Гомін». Тригодинний концерт змушені були вислуховувати пасажири приміських потягів, знервовані неспроможністю потрапити до Севастополя. Зрештою місцева влада дозволила пустити поїзд до станції Інкерман, мотивуючи тим, що станція Севастополь, через порушення графіку руху, прийняти поїзд не може. Від Інкерману до Графського причалу, що міститься в самому центрі Севастополя, всіх «пасажирів» потягу доставили двома катерами, на щоглах яких унсовці вивісили прапори України і УНС.
Від Графського причалу колона організовано вирушила до місця проведення запланованого заходу. Російські війська заблокували центральні вулиці Севастополя в радіусі одного кілометра з метою недопущення до паломників представників місцевих українських організацій. Через кордони військових проник (ймовірно, його пропустили) натовп прихильників відокремлення Криму з російськими триколірними прапорами. Вони намагалися зірвати молебень, проте сутички не відбулося. Священики провели молебень на місці загибелі українських моряків від рук більшовиків. Після цього відбувся короткий мітинг, по закінченню якого всі повернулись до причалу, де повантажились на катери.
На зворотному шляху, на вокзальному пероні в Сімферополі відбувся коротенький мітинг для учасників «кримського походу», на якому їм висловили подяку з боку керівництва УНА-УНСО та священиків УАПЦ.
1-2 травня 1992 року в Сімферополі відбувся форум українців Криму, в якому взяли участь 50 членів УНСО.
Успішно організована поїздка на південь України зробила УНА-УНСО відомою, зокрема й за межами України. Демократичні організації України засудили «Поїзд дружби». Зокрема депутат від НРУ Поровський чинив тиск на представників церкви, погрозами намагаючись відмовити архієпископа УАПЦ Володимира Романюка від участі у поїздці.
Ідея УНА-УНСО стосовно застосування рухомого залізничного складу для проведення акцій в різних куточках України глибоко проникла в українське суспільство. Так, наприклад, в лютому 2022 та 2023 років, Укрзалізниця запускала «Поїзди єднання», які з'єднували західні та східні області України та мали на меті посилення консолідації українського суспільства та об'єднання Української нації.

### Кубань
На початку 1992 року деякі російські політики заявили про ймовірність перегляду кордонів та про необхідність повернення до Російської Федерації Криму, Донбасу, Слобожанщини і т. д.; про недопустимість «насильницької українізації». УНА-УНСО активізувала роботу в середовищі етнічних українців Росії і, передусім, на Кубані. 1992 року було відроджено Кубанське Чорноморське козацьке військо, яке на 7-й сесії Української Національної Асамблеї спільно з УНА-УНСО створили фонд «Кубань» (Всеукраїнський Комітет повернення Кубані в Україну), діяльність якого спрямовувалась на збір добровільних пожертв для допомоги українським політичним силам Кубані.

### Придністров'я

#### Перший етап військового конфлікту
28 серпня 1991 року до Києва прибув лідер самопроголошеної Придністровської Молдавської Республіки Ігор Смирнов з метою ведення переговорів щодо приєднання Придністров'я до України. Проте переговори не відбулися, оскільки 29 серпня молдовська поліція заарештувала Смирнова, після чого його доставили в кишинівську тюрму (звільнений 1 жовтня того ж року).
Провал ідеї інтеграції з Україною підштовхнув Придністров'я до інтеграції з Росією. В Придністров'ї посилилася російська присутність, тож регіон фактично опинився між Румунією та Росією. Відсутність реакції на це з боку офіційного Києва підштовхнуло УНСО до внесення української силової присутності в регіоні. Ця ідея начебто виникла в середовищі літніх львівських націоналістів, за зразком відправлення до Закарпаття похідних груп ОУН 1939 року, коли Карпатській Україні загрожувала угорська армія.
В березні 1992 року, коли конфлікт набув мілітарного характеру, група унсовців з'явилася в ПМР для налагодження контактів з місцевими українськими організаціями, лідери яких були готовими розмістити на своїй території велику кількість членів УНСО.
2 квітня перші унсовці з'явились в придністровських шанцях. То були два рої (відділення), командирами яких були призначені Микола Карпюк та Юрій Тима. Бойові дії на той час відбувалися на півдні ПМР (Слободзейський район) і під Дубоссарами (на лінії Дороцьке — Кошниці). Унсовцям виділили позиції поблизу Кошниці з метою захисту автомагістралі, що пронизувала всю територію ПМР з півдня на північ. Поява українських громадян серед захисників Придністров'я викликала піднесення серед корінних українців. В Придністров'ї почали з'являтись українські православні церкви, в яких правили службу священики Київського Патріархату.[джерело?] Перша така церква (відреставрована) постала в с. Рашкові, де з середини квітня 1992 року в приміщенні загальноосвітньої школи розміщувався вишкільний унсовський центр. Настоятелем церкви став отець Володимир, доктор філософських наук. Пізніше він очолив новоутворену Придністровську єпархію УПЦ КП.
Невдовзі президент України Кравчук виступив із заявою з приводу придністровських подій, у якій визнав право населення Придністров'я на самовизначення.

#### Втрати
23 квітня 1992 року смертельно поранено Миколу Остапенка (помер 30 квітня 1992) — Голову Слободзійського райвиконкому, члена Президії Верховної Ради ПМР, активіста спілки «Повернення», яка ставила за мету повернути Придністров'я до складу України. Автомобіль, в якому перебував Остапенко разом із водієм, обстріляли поблизу міста Слободзії. В тіло Остапенка проникло 18 куль калібру 7,62. Людей, що збіглися на постріли зупинила автоматна черга в повітря і слова одного з нападників: «Мы вам эту Украину ещё покажем!»[джерело?] Нападники зникли на машині «Лада», без номерних знаків. Згодом стало відомо, що виконавцем теракту була група «Бужор» - диверсійно-терористичний підрозділ Міністерства національної безпеки Молдови (група Ілашку).
7 травня у місті Слободзія вчинено напад на квартиру симптика УНСО та кервника Слободзейського районного ополчення Олексія Гусара, активіста спілки «Повернення». Він відстрілювався від нападників з пістолета ПМ, доки були набої, після чого його схопили і вивезли у невідомому напрямку. 8 травня його обгорілий труп знайдено неподалік україно-молдовського кордону.
9 травня у тираспільському госпіталі помер отаман Чорноморського козацького війська ПМР, полковник Олександр Кучер. За кілька днів до того його авто підірвалось на міні, встановленій терористами. Полковник Кучер був відомий своєю проукраїнською позицією. Саме він, під свою відповідальність, видав стрілецьку зброю першим загонам унсовців.
В ніч з 6 на 7 червня біля Болграда (Одеська область) в загадковій автокатастрофі загинув командир ополчення Придністровської республіки, заступник командира УНСО ПМР, майор запасу Володимир Майстренко.
Водночас жоден[джерело?] з політичних діячів Придністров'я проросійської орієнтації не став жертвою терористичного акту - так стверджують унсовці на підставі аналізу діяльності групи "Бужор". Насправді ж, ця група (до якої, крім молдаван, було завербовано кількох осіб з українськими прізвищами) конкретно була відповідальна за терор проти українських добровольчих підрозділів, а діючими на території Придністров'я добровольцями інших національностей займалися інші диверсійні молдавські групи: «Бурундуки», «Скорпионы», «Штефан-Водэ», «Калараш», «Негри», «Черная пантера», «Вымпел», «Кишинэу», «Гон».
На ім'я Президента України, Голови ВР України, Міністра закордонних справ України, Генерального прокурора України спілка «Повернення» направила заяву, в якій зокрема зазначалось:
| Ліві лапки | В Придністров'ї триває геноцид українців. Про це свідчать масові вбивства мирного населення. Більшість убитих — українці. Станом на 24 червня 1992 року вбито 500 осіб, з них 250 — українці… Українці Придністров'я були насильно включені до складу чужої держави, яка зараз знищує їх на рідній землі... Необхідне негайне втручання України, оскільки вона зобов'язана за будь-яких умов захищати своїх співвітчизників. Бо завтра буде пізно... На нашому боці воюють гвардійці ПМР, УНСО, ополчення, Чорноморське козацьке військо. 14-та російська армія дотримується нейтралітету, донських та кубанських козаків давно знято з позицій і відправлено додому. Ми лишилися сам на сам з ворогом. Сподіваємося, що Україна не залишить нас у біді в цей трагічний час у Придністров'ї. | Праві лапки |

27-28 червня в Києві відбулася VIII сесія УНА, на якій було підтверджено прагнення захищати українців ПМР. Делегати сесії прийняли заяву щодо ситуації в Придністров'ї:
| Ліві лапки | Українська Національна Асамблея повністю підтримує волю населення споконвічних українських земель на Дністрі, заявлену в рішеннях віча українців Придністров'я 16 травня 1992 року. Українська Національна Асамблея висловлює задоволення з приводу зміни позиції щодо подій в Придністров'ї Президента та Уряду України, що засвідчена в останніх їхніх заявах. Водночас УНА наголошує на недостатності декларації цих змін і наполягає на негайних конкретних кроках з боку України для припинення відвертого масового винищення українців Придністров'я, захисту їхнього життя та національних інтересів і гідності української держави. УНА вимагає негайно вирішити питання про можливу форму участі підрозділів українських збройних сил у розмежуванні сторін конфлікту лінією кордону ПМР з республікою Молдова та надання достатньої гуманітарної допомоги населенню Придністров'я. Враховуючи події останнього часу, те, що Молдова знехтувала положеннями Гельсінських угод атакою на Бендери, УНА вважає, що настав час для реалізації прагнення населення Придністров'я до самовизначення, що єдине може запобігти його масовому винищенню. | Праві лапки |

Втім реакції на заяви не було.

#### Бої за Бендери та роззброєння
В ніч на 21 червня загони УНСО разом з частинами Чорноморського козацького війська з боями прорвалися на територію міста Бенде́р, окупованого напередодні військами Молдови та ЗПОПом (загін поліції особливого призначення). Ворожі частини понесли важкі втрати і відступили за місто. У ті дні близько 10 тисяч осіб, переважно жінки та діти, перейшли державний кордон України, рятуючись від військових дій у ПМР. Більшість із них розмістились на території Одеської області.
Після Бендерської операції уряд Молдови почав шукати невійськові засоби впливу на вирішення конфлікту. Зокрема було залучено відомого українського політика В'ячеслава Чорновола, який 11 липня 1992 року виступив на Молдовському телебаченні з осудом дій УНСО у Придністров'ї.
Діяльність молдовської дипломатії дала свої плоди і 21 липня 1992 в районному центрі Кам'янці на півночі ПМР місцева влада та підрозділи російської армії роззброїли зведений відділ УНСО Придністров'я, який, згідно з укладеною раніше мирною угодою між Росією та Молдовою, відвели з бойових позицій до місця постійної дислокації (до середини липня постійною дислокацією УНСО Придністров'я було село Рашків). Саме роззброєння відбулося під вигаданим приводом,[джерело?] без домовленості з вищим керівництвом ПМР. Операцію розробляли за сприяння спецслужб України та Росії,[джерело?] і не без впливу Молдови. Особовий склад відділу зазнав обшуку без пред'явлення відповідних ордерів та заблокували в казармі.
УНСО в Придністров'ї мало офіційний статус, реєстрацію (на відміну від України) та широкі повноваження. Керували УНСО Придністров'я Володимир Мамалига,  Микола Карпюк, Юрій Тима. Організація діяла на всіх фронтах придністровського конфлікту. Близько півсотні унсовців нагороджено урядовою медаллю «Захисник Придністров'я».

### Армія

#### Початок повернення українських військових
Керівництво УНА-УНСО ухвалило рішення ініціювати роботу з повернення в Україну військовослужбовців-українців, що служили за її межами. Таких, за різними підрахунками, налічувалось від 200 до 300 тисяч. У військові гарнізони країн СНД розіслали листівки УНА із закликом до офіцерів і прапорщиків — вихідців із України повертатися на Батьківщину. В деякі військові частини виїжджали агітатори від УНА-УНСО. Охочих повернутися виявилось багато, але процес гальмувався на міжурядовому рівні. Крім того, Росія не була зацікавленою втрачати українські військові кадри, які становили ядро її збройних сил.[джерело?] Українські чиновники з Міністерства оборони теж не були зацікавленими в поверненні величезної кількості військовослужбовців, що створило би проблему їх влаштування (на той час Верховна Рада ухвалила рішення скоротити чисельність збройних сил до 200—220 тисяч осіб).
Сам процес повернення був складний і не врегульований законодавчо. Наприклад, в Нахічевані (Азербайджан) перевести всіх українських військових вдалося лише після погрози насильницького прориву на бронетехніці. Нахічеванська дивізія, підпорядкована за часів СРСР союзному КДБ, втративши українські військові кадри, перестала існувати.
Паралельно з нахічеванськими подіями, відбувався процес повернення в Україну офіцерів Бакинського гарнізону. Для цього в Баку в листопаді 1991 року створили регіональну Спілку офіцерів України, яку очолив полковник Олександр Слюсарев. На чолі делегації з трьох офіцерів він 2 лютого 1992 року прибув до Києва за допомогою у вирішенні питання повернення на Батьківщину. Отримавши відмову, делегація повернулася в Баку, де офіцери-українці сформували офіцерський взвод із тридцяти двох осіб і 3 березня знову прибули до Києва. Наступного дня взвод, прийнявши на майдані Незалежності присягу на вірність Україні, взяв штурмом КПП Міністерства оборони і прорвався до кабінету міністра. Відтак рішення про їхнє повернення вирішилось позитивно.
Після цього в Баку сформували вже офіцерську сотню, яка 3 квітня у складі 122 осіб на майдані Незалежності прийняла присягу; через місяць — ще одна сотня і т. д.

#### Спілка офіцерів української діаспори
Саме в середовищі офіцерів-українців бакинського гарнізону і виникла ідея створення Спілки офіцерів української діаспори (СОУД), установча конференція якої відбулася 7 червня 1992 року в київському Будинку науково-технічної пропаганди. В роботі конференції взяли участь 220 делегатів з Прибалтики, Закавказзя, Середньої Азії, Далекого Сходу, Москви, Санкт-Петербурга та ін. Охорону здійснював загін УНСО.
Відкрив конференцію полковник Слюсарев, якого обрали Головою СОУД. Доповідач охарактеризував ситуацію, що склалася навколо повернення українських офіцерів; окреслив основні напрямки діяльності організації, висловив подяку УНА-УНСО за співпрацю і допомогу в організації з'їзду.
Наступні конференції та інші акції Спілки відбувались спільно з УНА-УНСО. Кульмінацією діяльності СОУД став день 21 вересня, коли до Києва на III конференцію прибув зведений полк офіцерів, що не хотіли служити в арміях іноземних держав. На відміну від попередніх, конференція розпочала свою роботу не в приміщенні, а на майдані Незалежності. До заходу готувались заздалегідь. Із різних кінців СНД у штаб Спілки, що містився в приміщенні УНА-УНСО, телефонували зацікавлені військовослужбовці. Проводили інтенсивне листування з офіцерами, що служили за межами України, та їх родичами в Україні. До конференції було прикуто увагу і засобів масової інформації.
Відкриваючи конференцію, голова СОУД зупинився на обставинах, що склалися навколо вирішення питання повернення військовослужбовців кадрової служби на батьківщину; оголосив мету конференції та порядок денний. Пополудні колона офіцерів, підкріплена загоном УНСО, попрямувала до Управління кадрів Міністерства оборони вирішувати питання свого переведення в українські збройні сили. Керівництво УК МО, побачивши, що офіцери збираються брати штурмом КІШ, вирішило допустити їх всіх до актової зали. Після кількагодинної розмови чиновники з МО почали оформлення документів на відрядження офіцерів до збройних сил України. Того ж вечора на майдані Незалежності полк прийняв присягу на вірність Україні.
Наступного дня делегатів конференції — полковника Слюсарева і ще кількох прийняв перший заступник МО генерал-полковник Біжан. Було вирішено створити робочий орган для повернення в Україну громадян-військовослужбовців і включення їх до складу ЗСУ.
Загалом, за час свого існування в 1992—1993 роках, СОУД спільно з УНА-УНСО перевела до ЗСУ більше тисячі офіцерів з-за меж України, яких не хотіло приймати Міністерство оборони; вимусили міністра оборони К.Морозова надати для перевезення 500 офіцерів, членів їхніх сімей та домашніх речей із Азербайджану до України 12 літаків Іл-76 МД, а також автотранспорт для перевезення речей із аеропортів до місць проживання в Україні. Порівняно з іншими військовослужбовцями — члени СОУД отримали, як компенсацію, зайвих 250—300 тис. російських рублів за цінами 1992 року.

### Церква
1990 року Російська православна церква перейменувала Український Екзархат РПЦ на Українську Православну Церкву (УПЦ МП). Цей крок спричинило те, що 1989 року відновила свою діяльність в Україні Автокефальна Православна Церква (УАПЦ), а також стрімко розбудовувалась Українська Греко-Католицька Церква (УГКЦ).
На початку 1992 року Українська Православна Церква заявила про намір створити помісну Українську Православну Церкву. РПЦ у відповідь скликала Харківський Собор.
16 червня 1992 року київська команда УНСО взяла під охорону резиденцію митрополита Київського, Володимирський Кафедральний Собор, всі собори та церкви УПЦ в межах Києва. Це було зроблено через спроби представників Московського Патріархату захопити собори та церкви, особливо Володимирський Кафедральний Собор.
РПЦ направила в Україну свого представника митрополита Володимира Сабодана, який мав намір осісти в Києво-Печерській Лаврі. З метою недопущення його в українську столицю, керівництво УНА-УНСО спільно з ієрархами УПЦ провело акцію, спрямовану на повернення Лаври до українського православ'я.
18 червня 1992 року о 21.00 сотня членів УНСО організовано і швидко захопила адміністративний корпус Лаври. Утім, у церковні справи втрутилось вище керівництво країни: під тиском Москви воно змусило унсовців покинути територію Лаври[джерело?].
25-26 червня відбувся Всеукраїнський Православний Собор, на якому було ухвалено рішення про об'єднання УАПЦ та УПЦ в Українську Православну Церкву Київського Патріархату (УПЦ КП). Першим головним редактором центрального органу Київського Патріархату газети «Київський Патріархат» став Олександр Коваленко, головний редактор центрального органу УНА-УНСО газети «Замкова Гора».
Вже в липні у Вінниці та Луганську УНА-УНСО передала УПЦ КП єпархіальні управління Московського Патріархату. Загалом 1992 року УНА-УНСО передала та допомогла відстояти для УПЦ КП велику кількість церков.

### Афганці
В листопаді 1992 році в Києві проведено операцію із захисту «афганського будинку». Наприкінці літа кілька десятків сімей воїнів-«афганців» та багатодітні матері, не дочекавшись обіцяного новосілля в «Царському селі», захопили там 19-поверховий будинок № 4-а на вул. Старонаводницькій, призначений для представників владної еліти. У відповідь влада спробувала відібрати будинок. В середині листопада на ім'я забарикадованих в будинку учасників афганської війни надійшло повідомлення такого змісту:
| Ліві лапки | Народний суд Печерського району Києва пропонує вам виконати в добровільному порядку до 23 листопада 1992 р. постанову прокурора Печерського району від 4 вересня 1992 р. про виселення з дому № 4-а по вулиці Старонаводницькій без пред'явлення іншого житла. У випадку невиконання примусове виселення відбудеться 24 листопада 1992 р. о 10 годині. Ваша відсутність не буде вважатись перепоною для виконання постанови. | Праві лапки |

Воїни-афганці звернулися до УНА-УНСО за допомогою. Напередодні операції з виселення сімей, близько 10 години вечора, група унсовців чисельністю 30 осіб проникла в бунтівний будинок. На озброєнні в групи були пляшки з напалмом.
24 листопада о 5-ій ранку міліція виставила пікети вздовж всього периметра паркану, що оточував будівлю. Прибували також нові загони міліції, спецпризначенці, високі міліцейські чини, машини «швидкої допомоги». О восьмій ранку афганці вийшли на балкони з гаслами типу: «Будемо стояти до останнього!».
О 9 годині прибули автобуси з Управління справами Кабінету міністрів — наводити порядок у квартирах після їх звільнення. Через півтори години з міліцейського гучномовця прозвучала вимога підкоритися владі. Після третього попередження почався штурм будівлі. Зверху полетіли пляшки з напалмом, вибухові пакети, цегла тощо. Міліція відступила, залишивши після себе трактор, з допомогою якого хотіли вирвати вхідні двері. Почалася підготовка до наступного штурму. Підтягнулися пожежні машини, «беркутівці» зібралися в групи. На балконі з'явився газовий балон. Ніхто не наважувався віддати наказ до штурму. Ситуація зайшла в глухий кут. Близько 13 години сторони пішли на переговори, за результатами яких з'явилася інформація, що «афганцям» виділять квартири в будинку, якщо його покинуть унсовці. Ті залишили будинок через підземні комунікації. Під землею пройшли близько 500 метрів і піднялись на поверхню вже на бульварі Лесі Українки.
Ті з «афганців», що не підкорилися наказу звільнити будинок, отримали квартири в ньому ж таки. Інші, що зазнали тиску, квартир не отримали.

## 1993

### Ядерна зброя
20 березня 1993 з ініціативи УНА-УНСО в приміщенні київського Будинку вчителя відбулася конференція, присвячена проблемам військово-промислового комплексу (ВПК) та ядерного статусу України. В роботі конференції взяли участь представники Токійського, Київського, Одеського університетів, Києво-Могилянської академії, Інституту ядерних досліджень АН України, делегації заводів військово-промислового комплексу, представники Міністерства оборони, дипломатичного корпусу.
Учасники конференції прийняли постанову, в якій застерігали керівництво держави від ліквідації ядерного потенціалу України. «Відмова від ядерного статусу означає для України повний політичний, економічний та оборонний крах, відкидає її назад у технічному розвитку, робить неконкурентноспроможною на світовому ринку новітніх технологій, ставить у повну залежність від агресивних ядерних і без'ядерних держав».
Учасники наради оголосили підтримку зусиль УНА-УНСО, направлених на збереження ядерного статусу України.[джерело?]

### Дон
Як тільки на Дону місцеве козацтво проголосило автономію, УНА-УНСО стала надавати посильну допомогу прихильникам та ініціаторам створення, незалежної від Москви, Донської держави. На Дону повним ходом ішли процеси національного самоусвідомлення і державотворення, до яких центральна російська влада поставилась дуже вороже. З метою запобігання зростанню самостійницьких настроїв, Кремль надав фінансову, матеріальну та іншу допомогу тим козацьким організаціям, які були лояльно настроєними до Москви. Ідеологів незалежності влада переслідувала, зокрема проти них чинили провокації. Широкого розголосу набула справа осавула Молодідова — одного з організаторів 96-го козацького полку. На захист донського козака, нащадка української козацької старшини, прихильника Української держави виступила УНА-УНСО.
27 березня 1993 року члени УНСО провели пікетування посольства Російської Федерації. Пікетувальники висловили підтримку відродженню Дону і вимагали від керівництва Росії визнати право козаків на створення власної держави, а також припинення використання козаків у політичних цілях. Представнику посольства було передано заяву УНА-УНСО на ім'я Президента РФ Бориса Єльцина та Голови ВР РФ Руслану Хасбулатову.
В день суду над Молодідовим до Ростова-на-Дону прибув загін УНСО з Луганської області та представники УНА-УНСО з Києва. До приміщення суду, оточеного омонівцями, прибулі з України підійшли чіткою колоною, несучи червоно-чорний та синьо-жовтий прапори. Зрештою, через кілька днів Молодідова звільнили з-під варти.

### Абхазія

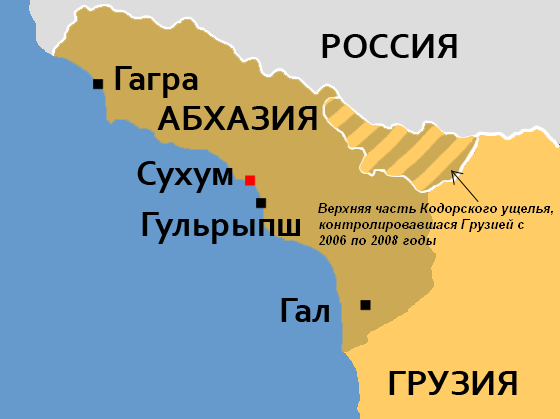
Абхазія

#### Передумови
Навесні 1993 року керівництво УНА-УНСО ухвалило рішення надати допомогу Грузії, що, відстоюючи свою цілісність, зазнавала великих втрат у війні за Абхазію. Приводом до війни стало намагання Грузії влітку 1992 року взяти під свій контроль ділянку грузино-російського кордону з боку Абхазії, чим скористалися російські реакційні кола, спровокувавши збройний конфлікт. Самі абхази, які становили лише 17,8 % населення самої Абхазії і 1,8 % населення Грузії, за підтримки регулярних військових частин Російської Федерації наважились чинити опір владі. Сепаратисти, підкріплені регулярними військовими частинами Росії, відстоювали геополітичні інтереси Російської Федерації,[джерело?] дозволяючи їй контролювати значну частину кавказького узбережжя Чорного моря. З часом конфлікт набрав виразного грузино-російського протистояння. Територія, звідки зганяли грузинське населення, заселялась вихідцями з Північного Кавказу, Росії, Близького Сходу.
23 березня 1993 р. Верховна Рада Республіки Абхазія звернулася до Верховної Ради РФ «як правонаступниці Російської імперії з проханням повернути республіку Абхазія до складу Росії.»[джерело?] ВР РФ через тиждень прийняла постанову, в якій рекомендувала Президенту та Уряду РФ позитивно вирішити прохання ВР Абхазії щодо приєднання до Росії.
В перших числах червня 1993 до Києва прибула делегація в складі депутатів ВР Грузії.[джерело?] Керівництво УНА-УНСО вирішило надати допомогу Грузії в цьому конфлікті.

#### Участь УНСО

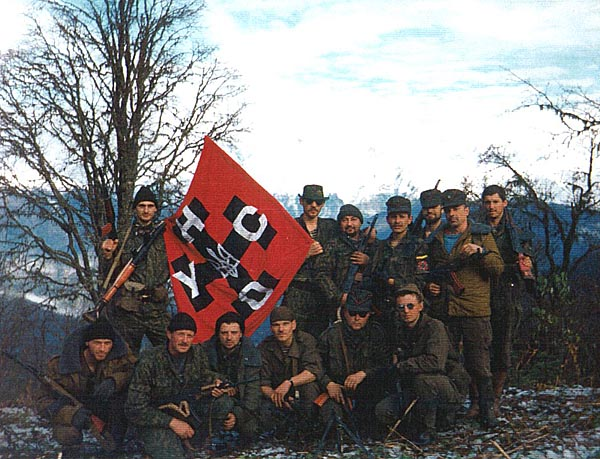
Бійці УНА-УНСО в Грузії

Перший підрозділ українців вступив на абхазьку землю в середині червня 1993 року і влився в ряди Сухумського батальйону морської піхоти Міністерства оборони Грузії. Вже на початку липня загін УНСО під керівництвом сотника Устима (Валерія Бобровича) прийняв бойове хрещення — на рейді Сухумі. Унсовцям з зенітної установки вдалося потопити російський військовий катер та перешкодити висадці російського десанту.
15 липня експедиційний відділ УНСО «Арго» вступив у бій з російськими військами в районі села Старушкіно. Проти унсовців було використано снаряди з іпритом,[джерело?] проте вітер відвернув газ в інший бік.
17 липня українці отримали наказ зі штабу грузинських військ прорвати оборону ворога в передмісті Шромі (поблизу Сухумі). 23 члени УНСО, озброєні автоматами, двома станковими кулеметами і трьома гранатометами, разом із невеликою групою грузинських морських піхотинців, увірвалися в Шромі та, завдаючи ворогові значних втрат, дійшли до центру міста. Оскільки обіцяне підкріплення не прибуло, вони, аби не потрапити в оточення, закріпились у кам'яних будинках. Впродовж кількох днів тривали масовані атаки з боку російсько-абхазьких сил.
19 липня грузинський штаб, так і не надіславши підкріплення, дав наказ відходити. При відході в гори було вбито двох українців (стрільця Цвяха та гранатометника Діброву), ще сімох було поранено (сотника Устима та стрільців Ґонту, Клена, Дубецького, Руту, Обуха, Шипшину). Стрілець Цвях (Леонід Ткачук) помер від смертельного поранення, коли виконував прикриття відступу; помер на руках свого батька, ройового Обуха (Ігоря Ткачука). Гранатометник Діброва (Сергій Обух) загинув, коли піднявся на повний зріст, аби пострілом з гранатомета вразити ворожу БМП. Уламки від снаряду влучили йому в скроню. Тяжко поранений сотник передав командування підрозділом чотовому Байді. Всю ніч стрільці УНСО горами виходили на з'єднання зі своїми, виносячи вбитих товаришів, поранених.
Втрати росіян становили 54 убитих і поранених та один спалений танк Т-80 (дані отримані з радіоперехоплених переговорів командира російського підрозділу зі своїм штабом). Наступного дня цього командира знайшли повішеним.
Замість пораненого сотника Устима новим командиром став поручник Таран (Микола Карпюк).
24 липня загін УНСО було накрито мінометним вогнем. В короткий термін було поранено чотирьох українців: поручника Тарана, стрільців Багряного (Романа Галазику), Липу (Андрія Тиму), Шаміля (Юрія Колесникова). Поранених винесли з бою і доставили до Сухумського медсанбату, а звідти до Тбіліського військового госпіталю, в якому заліковували рани інші стрільці УНСО. Попри допомогу лікарів 30 липня стрілець Багряний помер.
14 вересня поблизу Сухумі, відбиваючи наступ російських військ, загинув стрілець УНСО Глухий (Роман Музика).
На адресу Президента та Верховної Ради України надійшов лист від Джаби Іоселіані, Голови Тимчасового Надзвичайного Комітету Республіки Грузія. В посланні було дано високу оцінку діяльності УНСО:
| Ліві лапки | ...Тільки громадяни України — стрільці Української Народної Самооборони декілька місяців тому прийшли на допомогу грузинському народу, що мало велике значення для морально-політичного становища Грузії в ці важкі для неї дні. Мужність, відвага, військова майстерність стрільців УНСО викликали у всій Грузії безмежну повагу та довіру до України. Вже сьогодні можна говорити про легенду, котра безперечно сприятиме дружнім взаємовідносинам між нашими народами... | Праві лапки |

4 жовтня в бою під Хомі, утримуючи перевал, яким рятувалися грузинські біженці, загинули стрільці УНСО Володимир Крутик та Олекса Довгий. 17 жовтня в бою за Самтредію загинув Селдом (Віктор Нестерчук).
Всього під час конфлікту в Абхазії загинуло семеро українських громадян — стрільців УНСО. До нагороди, згідно з указом Президента Грузії за № 230 від 15.10.93 р., було представлено 25 унсовців, з них семеро посмертно.

#### Реакція в Україні
В цей час в Україні співробітники СБУ вели брудну роботу проти родичів бійців УНСО. В Київській, Львівській, Черкаській та Тернопільській областях було розгорнуто кампанію дезінформації, залякування, шантажу тощо. Керівників обласних організацій УНА-УНСО намагалися залякати відповідальністю за порушення Конвенції з боротьби з найманством (Ця Конвенція, ухвалену 1989 року Генеральною Асамблеєю ООН, так і не вступила в дію, оскільки з 22 необхідних для ратифікації країн, її ратифікували лише шість країн Африки та Україна.) Отож, в Україні переслідували поранених, що прибували з зон бойових дій, їх позбавляли необхідної медичної допомоги. В аеропорту Бориспіль кілька днів тримали доставлену з Грузії труну з тілом Багряного, не дозволяючи її перевезти до Львова, звідки родом загиблий, для поховання.
Врешті-решт 14 серпня труну з тілом Багряного доставили до Львова, де її було виставлено в одній із зал управи Руху для прощання з громадськістю міста. Траурна церемонія прощання тривала до наступного дня.
15 серпня пополудні похоронна процесія (в кількості 2-х тисяч осіб) із тілом покійного попрямувала через центральну частину міста до Преображенської церкви, де було відправлено панахиду. Після відправи відбувся траурний мітинг, на якому виступили керівники організації, наголосивши на тому, що смерть Багряного стала першою втратою незалежної Української держави «у збройній боротьбі супроти московських окупантів».
Поховали стрільця на полі Личаківського цвинтаря, яке напередодні місцева влада відвела під захоронення українських військових, загиблих у рі́зні періоди визвольних змагань українського народу. Могила стрільця УНСО з'явилася тут першою.
14 серпня Рада козацьких отаманів Київщини, Київське Братство УПА та Всеукраїнське товариство політичних в'язнів і репресованих ухвалили заяву до Президента та Уряду України з проханням докласти всіх зусиль для припинення кровопролиття і війни та встановлення миру в Грузії. В заяві, озвученій 23 серпня 1993 року на урочистому мітингу з нагоди другої річниці проголошення Незалежності, було дано високу оцінку миротворчим зусиллям УНСО:
| Ліві лапки | ...з великою повагою ставимось до тих українських добровольців, які покинули затишні домівки, щоб докласти всіх зусиль для встановлення миру і спокою на багатостраждальній грузинській землі. Вважаємо бійців Української Народної Самооборони, які несуть миротворчу місію в Сухумі та інших містах — справжніми синами українського народу, гідними нащадками лицарського духу козацької України. Особливу повагу викликає той факт, що роблять вони це за покликом серця, власним коштом, не маючи слави і пільг блакитних шоломів. | Праві лапки |

Українські ЗМІ приділили значну увагу до діяльності організації в Грузії. Зокрема український журналіст Георгій Ґонґадзе зняв документальний фільм «Тіні війни», для чого він спеціально відвідував місця дислокації унсовців. Фільм демонстрували за кошти організації комерційними телеканалами в більшості областей України.

### УНСО поза законом
Діяльність УНСО в Абхазії не залишилась поза увагою російських засобів масової інформації, які розгорнули антиукраїнську кампанію, до якої приєднались російськомовні мас-медіа в Україні. Газета «Киевские ведомости» від 9 червня 1993 р. повідомляла про масову загибель (40 осіб) бійців УНСО в Абхазії, які нібито згоріли живцем в одному з адмінбудинків Сухумі.
Відтак 4 жовтня 1993 року Президент України Леонід Кравчук після розмови з Борисом Єльциним заявив, що «будь-які військові чи силові формування, створювані поза армією, мають бути заборонені законом». Заговорили про це і представники політичних партій.
11 листопада 1993 року Верховна Рада України, прийняла Закон «Про внесення змін і доповнень до деяких законодавчих актів України», яким було передбачено кримінальну відповідальність за участь у збройних конфліктах інших держав, створення не передбачених законодавством воєнізованих формувань, найманство. Порушення цього Закону передбачало ліквідацію організації, яка займається створенням воєнізованої структури, та ув'язнення її учасників терміном від двох до восьми років (керівникам — від трьох до десяти). Найманство було «оцінено» в 12 років, а участь у складі воєнізованих формувань та напад на державні установи, підприємства, організації — 15.
В Законі є і примітка: «Під воєнізованим слід розуміти формування чи групу, які мають організаційну структуру військового типу, а саме: єдиноначальність, підпорядкованість, дисципліну, а також в яких проводиться військова або стройова чи фізична підготовка». Виходячи з цього, під статті Закону можна, при бажанні, підвести будь-яку скаутську організацію, спортивний клуб тощо. За український проект Закону щодо заборони найманства проголосувало 269 народних обранців, проти — 23.
Критика закону апелює до ролі найманства в історії людства:
| Ліві лапки | Якби у цивілізованих країнах існувала кримінальна відповідальність за найманство, то майбутній Президент Франції де Голль був би засуджений до 12 років за участь у війні проти Української Народної Республіки в складі польської армії Ґаллєра. Те ж саме чекало б і героїв США — поляків Костюшка і Пуласького, пам'ятники яким встановлено навпроти Білого Дому у Вашингтоні. Вони допомогли американцям перемогти англійців у війні за незалежність. Серед відомих імен можна згадати найманців Хемінгуея, Сервантеса, Рене Декарта, Джека Лондона, Ярослава Гашека та багатьох інших. Історія козаччини невідривно пов'язана з найманством. Не відомо, як склалася б історія XX століття, якби не український найманець, Юрій Будяк (літературний псевдонім Віталій Таль), який, очолюючи один із військових загонів бурів в Англо-бурській війні, не врятував би від розстрілу майбутнього прем'єр-міністра Великої Британії Вінстона Черчилля. Парадокс, але швейцарці, що традиційно несуть службу в гвардії Папи Римського ось уже пів тисячоліття, теж є найманцями. В розвинених країнах немає законів про заборону найманства — адже така заборона є порушенням прав людини.. | Праві лапки |

## 1994

### Парламентські вибори

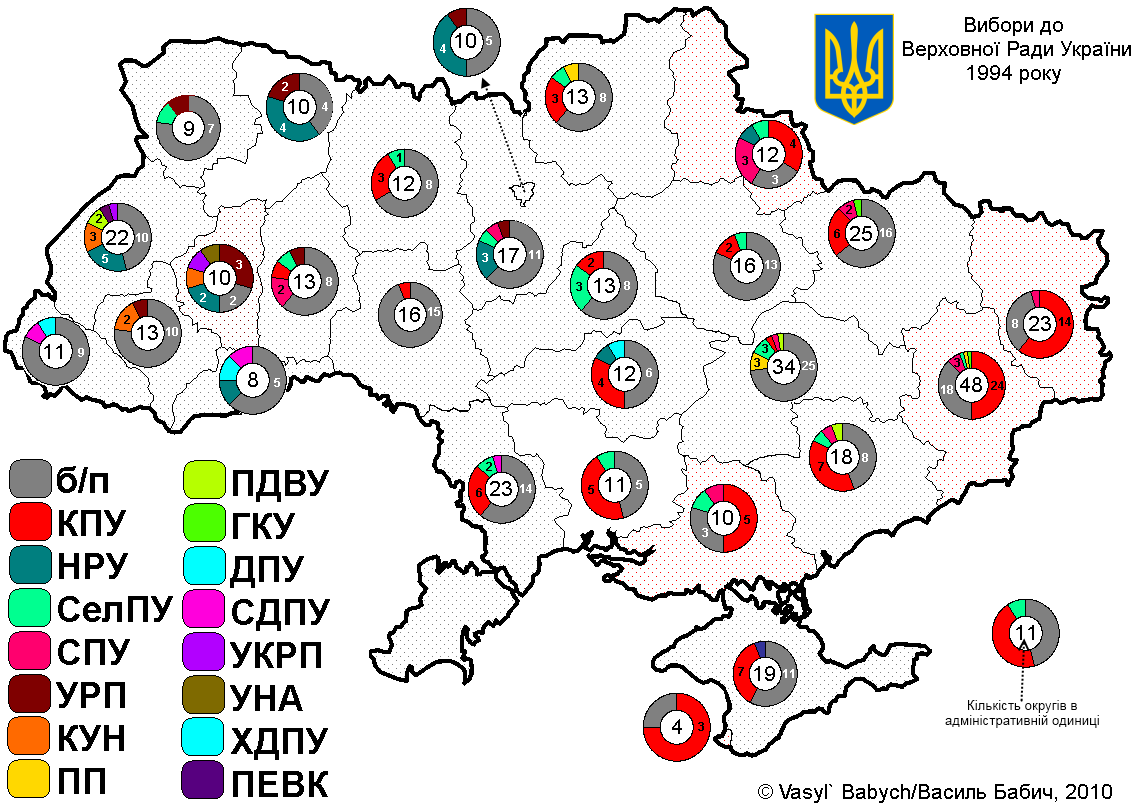

За результатами голосування 27 березня було обрано депутатом ВР України Юрія Тиму — голову Тернопільського обласного комітету УНА-УНСО; за результатами другого туру на Львівщині перемогли голова Львівського обкому УНА-УНСО Олег Вітович та начальник штабу Львівської крайової команди УНСО Ярослав Ілясевич.
В травні 1994 року Юрій Шухевич попросив в організації відставки, не бажаючи, за його словами, виконувати роль «весільного генерала».
6-7 серпня 1994 на Бережанщині (Тернопільська область) було обрано нового голову УНА-УНСО. Ним став народний депутат Олег Вітович. Головою Виконкому УНА-УНСО залишився Віктор Мельник.

### Чечня

#### Перша делегація в Ічкерію
1994 року Чеченська республіка Ічкерія опинилася в блокаді. Росія готувалася використати проти республіки війська. Відтак у серпні 1994 керівництво УНА-УНСО ухвалило рішення направити на Кавказ Анатолія Лупиноса та народного депутата Юрія Тиму, аби здобути об'єктивну інформації про стан регіону.
На зустрічі з президентом Чечні Джохаром Дудаєвим було домовлено, що у випадку військової агресії з боку Росії, УНА-УНСО надасть допомогу військам Ічкерії. Для реалізації цих планів було створено Товариство українсько-чеченської дружби, яке очолив Олександр Коваленко.

#### Друга та третя делегації в Ічкерію
26 листопада 1994 російські інформагентства відрапортували про захоплення чеченської столиці силами «опозиції». Через недовіру до російських ЗМІ УНА-УНСО сформувало і відправило до Грозного третю делегацію (друга на чолі з Анатолієм Лупиносом відвідала Чечню у жовтні), метою якої був збір інформації та вироблення спільних дій проти Росії. Маршрут на Грозний проліг через Дагестан. В цей час російські та українські мас-медіа передавали суперечливу інформацію про ніби-то зникнення чи арешт української делегації. В Києві пройшла прес-конференція шефа СБУ, на якій прозвучала аналогічна інформація. Газета «Всеукраинские ведомости» від 2 грудня 1994 помістила на всю першу сторінку повідомлення:
| Ліві лапки | Пропав літак із журналістами і народним депутатом України на борту. — І далі текст — Ця подія нагадує сюжет містичного фільму: літак, що вилетів з аеродрому в Києві, безслідно загубився в російському просторі. Ще більш сенсаційною робить цю подію те, що на борту літака, окрім екіпажу, перебували депутат Верховної Ради України Юрій Тима і декілька українських журналістів, що направлялись до Грозного. Ніхто не знає, що з ними сталося... | Праві лапки |

А сталося ось що. При перетині чеченського кордону з боку дагестанського міста Хасав'юрта делегацію «взяли» чеченські представники департаменту держбезпеки (ДДБ) з Гудермеса, міста, керівники якого деякий час були опозиційно настроєні до Дудаєва. З початком бойових дій мешканці Гудермеса, як і всіх інших міст Чечні виступили єдиним фронтом проти російських військ. Але на той час працівники місцевої ДДК симпатизували Хасбулатову (колишньому спікерові Верховної ради Росії, в 1993 році розігнаного Єльцином), і підтримували з російською контррозвідкою зв'язки, від якої й отримали наказ затримати і ліквідувати українських громадян. Через це російські спецслужби й запустили інформацію про зникнення української делегації, впевнені в успішному виконанні завдання. Проте, завдяки Шамсуддіну Увайсаєву, начальнику республіканської ДАІ, заступнику міністра внутрішніх справ, план провалився. (Пізніше, в грудні 1997 року Шамсуддін ще раз допоміг в скрутній ситуації унсовцям і через декілька тижнів, вже на посаді керівника ДДБ, загинув від рук злочинців.)
У ті дні Служба зовнішньої документації УНА оприлюднила інформацію, в якій ішлося, що:
| Ліві лапки | недавні арешти членства УНА-УНСО в Торезі та провокація супроти делегації УНА-УНСО, що їхала до Чечні, є двома ланками оперативної операції, що її проводить СБУ в співпраці з ФСК Росії… Спостереження та збір інформації про членів делегації СБУ розпочала ще в п'ятницю 25.11.1994. П'ятниця і стала відправною точкою спільної провокації СБУ та ФСК. На момент вильоту делегації з Києва, СБУ оперативним каналом зв'язку передала інформацію про виліт на Баку-Грозний «групи найманців». За попереднім задумом СБУ та ФСК, літак мали змусити посадити на військовий аеродром в Моздоці з подальшим арештом членів делегації, до якої входили депутат ВР України Юрій Тима, Анатолій Лупиніс, ведуча УТН Наталка Чангулі. Але з цього ж моменту була розпочата контррозвідувальна операція УНА-УНСО. Делегація змінила маршрут і спосіб свого прибуття до Чечні… Тому делегація УНА-УНСО зараз в Грозному, а керівництво СБУ та ФСК в багні по самі вуха. | Праві лапки |

#### Інформаційний міст Чечня—Київ
Оскільки в Україні інформацію про конфлікт у Чечні довідувались в основному з російських інформаційних джерел,[джерело?] УНА-УНСО намагалась протиставити тенденційним російським новинам інформацію, отриману з першоджерел. Для цього в Грозному і в інших гарячих точках Чечні працювали представники організації, які оперативно реагували на всі події, надаючи інформацію телефоном у київський штаб. Щотижня в центральному офісі УНА проходили прес-конференції, на яких журналісти мали можливість отримати об'єктивну інформацію про те, що відбувалось на Кавказі. Під час конференцій представники мас-медіа мали можливість поспілкуватись з представниками чеченського керівництва телефонною лінією, спеціально для цього організованою прес-службою УНА-УНСО в Грозному.

Олег Челнов — «Беркут»

Для прориву інформаційної блокади в Чечню разом з представниками УНА-УНСО неодноразово виїжджали і журналісти, зацікавлені в об'єктивному висвітленні подій. Великою популярністю[джерело?] у киян користувалась телепрограма УНА «Правий берег», яку щотижня транслювали впродовж 1994—1995 рр. на телеканалі «ЮТАР», поки її не «прикрила» влада після зняття Асамблеї з реєстрації. Режисером і творцем телепрограми був депутат Київради Олег Кубах. Правду про події в Чечні поширювали і в інших регіонах України, передаючи на місцеві телестудії відеокасети «Правих берегів». Було проведено безліч зустрічей керівників УНА-УНСО з громадськістю України.
Чеченське керівництво високо оцінило вклад УНА-УНСО в перемогу у першій війні. Низку унсовців було нагороджено медалями, двоє — Сашко Білий та Олег Челнов — удостоїлись найвищої нагороди Республіки Ічкерія — ордену «Герой нації». Олег Челнов керував загоном УНСО і загинув у боях за Грозний. Після нього командиром загону було призначено Сергія Чумака.

#### «Пустельний Хрест»
10 лютого 1996 року в Києві у Будинку профспілок відбулася урочиста церемонія нагородження членів УНА-УНСО орденом «Пустельний Хрест». Під гучні оплески Хрести було вручено Анатолію Лупиносу, Сашку Білому, Наталці Чангулі за заслуги в наданні гуманітарної допомоги Чечні та знятті інформаційної блокади навколо Ічкерії. Ще троє членів організації, представлених до нагороди, не змогли прибути на церемонію, оскільки перебували в той час за ґратами. Це керівники Ватутінської організації з Черкащини, заарештовані ще влітку 1993 року: Непочесний, Вишневий, Черкащенко. Серед ув'язнених вони створили осередок УНА-УНСО, який згодом роззброїв охорону СІЗО та намагався прорватися за межі держави. Ордени було передано керівникам Черкаської організації для вручення нагородженим в час їхнього звільнення з ув'язнення.

### Легалізація (1994)
В Україні УНА робила все можливе для легалізації своєї діяльності як політичної партії. Два роки УНА боролася за свою реєстрацію: організовувала мітинги, пікети; на адресу керівників держави надійшло сотні[джерело?] звернень трудових колективів з вимогою реєстрації УНА-УНСО. Цікаво, що УНСО як громадська організація ніколи не була зареєстрована Міністерством юстиції, оскільки її трактували як «воєнізоване формування, діяльність якого підпадає під 187 ст. КК України».
29 жовтня 1994 р. в Києві відбувся з'їзд УНА. Делегати з'їзду прийняли Програму, Статут та обрали керівні органи Асамблеї. Головою УНА залишився Олег Вітович, його заступником — Дмитро Корчинський. Головою Виконавчого комітету організації обрали Віктора Мельника. До Виконкому увійшли два народні депутати від УНА: Юрій Тима та Ярослав Ілясевич, депутат Київської міської ради Олег Кубах, голова політреферентури Анатолій Лупиніс, голова Київської організації УНА-УНСО, головний редактор центральної газети УНА-УНСО «Замкова гора» Олександр Коваленко та Петро Аніщенко-Хмарук.
Ввечері на Софійському майдані делегати з'їзду були присутні на урочистій церемонії — освяченні ікони образу Покрови Божої Матері «Блаженні бо їх…». Автором ікони була Валентина Бірюкович, українська художниця, твори якої експонувалися в США, Італії, Польщі та інших країнах. Ікона, написана в старовинному козацькому стилі, отримала ще й назву унсовської, оскільки на ній зображено сімох стрільців УНСО, полеглих у боях в Абхазії.
29 грудня 1994 року УНА було зареєстровано, про що Міністр юстиції Василь Онопенко видав керівництву УНА було відповідний сертифікат. Ця подія стала сенсацією[джерело?] у засобах масової інформації. Через вісім місяців В. Онопенко втратив посаду через відмову виконати вказівку керівництва держави про зняття з реєстрації УНА.
1994 рік був періодом найбільшої популярності УНА-УНСО. Вибори до Верховної Ради України та участь у чеченському конфлікті принесли визнання організації не лише в Україні, а й за її межами.

## 1995

### Чорний вівторок

#### Події

Сутички громадськості із міліціонерами під час похорону патріарха Володимира

14 липня 1995 року на 70-му році життя, від четвертого інфаркту помер Патріарх Київський і всієї Руси-України Володимир (в миру Василь Романюк). З дев'ятнадцяти місяців свого патріаршества майже сім провів у лікарні (наслідок 17 років ув'язнення в радянських концтаборах).
Похорон Святішого Патріарха Володимира був трагічним. В день похорон Патріарха Володимира у Києві «за старшого» залишили щойно призначеного віце-прем'єром з економічних питань Романа Шпека, який не міг вирішувати питання, що не входили до його компетенції. А питання полягало у виділенні місця під поховання патріарха. Священний Синод і Вища Церковна Рада УПЦ КП звернулися до Кабінету Міністрів України з проханням поховати Патріарха на території Видубицького монастиря та забезпечити супроводження траурної процесії до цього місця. Уряд не задовольнив прохання Церкви і запропонував місце на Байковому кладовищі, тим самим, на думку багатьох, демонструючи свою зневагу щодо Української Церкви і її вірних.
18 липня, об 11 годині, після літургії у Володимирському соборі, Синод УПЦ КП ухвалив рішення про поховання Патріарха на території собору Святої Софії. Траурна процесія з тілом Патріарха вирушила вздовж бульвару Шевченка, щоби повернути на вул. Володимирську в напрямку Софійського майдану. Проте Володимирська була перекрита щільними рядами міліції, які ніяк не реагували на прохання церковних ієрархів та народних депутатів пропустити процесію. Тільки завдяки втручанню УНА-УНСО вдалося прорвати міліцейський ланцюг. При цьому працівники «Беркуту» використовували спецзасоби — сльозогінний газ і гумові кийки. Підійшовши до стін Собору св. Софії, учасники процесії побачили, що вхід до собору зачинений, а всередині повно міліції. В цей час народні депутати гарячково намагалися когось знайти з керівництва держави, щоби переконати в необхідності поховання Патріарха в соборі св. Софії, враховуючи його заслуги перед українським народом. Проте все було марно.

Сутички під час похорону Патріарха Володимира 18 липня 1995

О 16 годині 30 хвилин учасники похоронної процесії: народні депутати, священики, члени УНА-УНСО розпочали копати яму на тротуарі, праворуч брами дзвіниці Софійського собору. Цього від них ніхто не чекав. Міліція була не готовою до такого повороту подій і чекала вказівок від свого керівництва, а те, в свою чергу, шукало виходи на керівників держави. Не відомо, хто дав наказ бити учасників похоронної процесії, але такий наказ було надано (оскільки без відповідних вказівок у таких ситуація міліція не діє).
О 19:20, коли могилу було викопано, перший заступник начальника ГУ МВС в м. Києві В. Будніков дав розпорядження загонам «Беркуту» розігнати процесію. Хтось скомандував: «Натовп бити — унсовців калічити!» Відчинилась брама дзвіниці і з неї вискочило кілька сотень розлючених «беркутівців». Деякий час стрільці УНСО разом зі священиками своїми тілами стримували натиск «Беркуту», поки інші намагалися засипати землею могилу. За короткий період площу заповнила міліція, яка добивала лежачих, шматувала українські державні прапори. Дісталося і народним депутатам. Внаслідок дій міліції багато людей отримали серйозні травми.
Близько 22 години працівники міліції зняли кордон навколо могили. Учасники похорону засипали її землею і відслужили молебень. Неподалік від майдану в приміщенні Шевченківського РУВС, працівники міліції цілу ніч катували унсовців, затриманих під час побоїща.

#### Розслідування
В кінці травня 1996 року прокуратура м. Києва закінчила розслідування кримінальної справи про події 18 липня 1995 року. Слідство дійшло висновку, що В. Будніков «діяв в рамках наданих йому повноважень» і «його дії не містять ознак посадового злочину», а «тілесні ушкодження, що отримали учасники похорону внаслідок сутичок з працівниками міліції, не є результатом умислу останніх, оскільки їхні дії було спрямовано не на заподіяння ушкоджень, а на запобігання порушення закону і захист свого здоров'я. За таких обставин згідно зі ст.6 п.2 КПК України прокуратура закрила кримінальну справу.»
Існує думка, що причиною побиття вірян була спроба ліквідувати Українську Православну Церкву Київського Патріархату, яка становила загрозу існуванню УПЦ Московського Патріархату. Зокрема, коментуючи журналістам трагедію, що сталася на Софійському майдані, на той час — митрополит Смоленський, нині — патріарх РПЦ Кирил (Гундяєв) заявив, що «причиною побиття людей був розкол у Церкві». Російський митрополит, «нічтоже сумяшеся», переклав вину на вірян УПЦ КП, тобто незалежної від Москви національної Церкви.

### Невдала спроба ліквідації УНА
Події на Софійському майдані спричинили до того, що від імені Генеральної Прокуратури до Старокиївського районного суду м. Києва було надіслано заяву з вимогою розпуску Української Національної Асамблеї. В заяві УНА звинувачували у створенні незаконних воєнізованих формувань, у закликах до насильного повалення чинної влади, в участі у збройних конфліктах на території інших держав тощо. Це, на думку авторів заяви, «нагнітає напругу в суспільстві», «викликає обурення та чисельні скарги громадян».
Згідно зі статтею 32 Закону «Про об'єднання громадян» право розпускати політичну партію надано лише Конституційному судові, а оскільки такого суду тоді ще не було, то вирішили обмежитись районним.
На першому судовому засіданні, яке мало відбутися 17 серпня, судді Т. Козир ледве вдалося протиснутися до зали, вщерть забитої представниками преси і прихильниками УНА-УНСО. Не лише судова зала, а й все приміщення райсуду було заповнене обуреними людьми. В таких умовах суддя покинула залу, згодом заявивши, що відповідачі не з'явилися, через що засідання було перенесено на жовтень 1994.
Однак увечері 31 серпня до штаб-квартири УНА несподівано надійшла копія повістки в суд на наступний день. В той час ні адвоката УНА, ні уповноважених представників організації в Києві не було, тож судді було вручено клопотання про перенесення розгляду справи на пізніший термін. Однак, за наполяганням заступника прокурора Старокиївського району І. Перепелиці судове засідання розпочалося. Суд відбувався в напівпорожній залі, оскільки, не зважаючи на те, що процес вважався «відкритим», потрапити на нього не було можливим, оскільки перед судовою брамою вишикувався наряд міліції. До зали пропускали лише працівників правоохоронних органів, які виконували роль публіки.
Суддя Т. Козир, усвідомлюючи неправомірність розгляду такої справи в районному суді, звернулася до представників Міністерства юстиції і районної прокуратури з доцільністю слухання справи. Представник Міністерства погодився з суддею, а от заступник прокурора Перепелиця проявив наполегливість. Після годинної наради, суддя винесла рішення: на підставі статті 32 Закону «Про об'єднання громадян» відмовити Генеральній Прокуратурі у розгляді цієї справи у Старокиївському районному суді.

### Перша «ліквідація» УНА-УНСО
6 вересня 1995 року перший заступник міністра юстиції Вадим Черниш видав наказ, яким скасував рішення Міністерства юстиції від 29 грудня 1994 р. про реєстрацію Української Національної Асамблеї як політичної партії як таке, що суперечить чинному законодавству України.
Рішення Міністерства було політичним актом, бо юридичних підстав для заборони УНА не було. Ця подія викликала жваву реакцію ЗМІ.
Обурені рішенням Міністерства юстиції, керівники Національної Асамблеї вирішили розпочати широкомасштабні акції протесту по всій Україні, одна з яких — голодування депутатів від УНА перед адміністрацією Президента України з такими вимогами: поновити реєстрацію УНА; зняти з посади в.о. міністра юстиції Черниша; покарати винних за побиття людей 18 липня на Софіївському майдані; не підвищувати тарифи на комунальні послуги.
11 вересня вісім депутатів від УНА всіх рівнів (Верховної Ради, Київради, Львівської, Черкаської, Вінницької, Могилів-Подільської рад) розпочали голодування навпроти будівлі адміністрації Президента. Наступного дня Президент Кучма, стурбований очікуваним приїздом прем'єр-міністра Ізраїля, з метою припинення акції, зустрівся з голодувальниками і повідомив, що доручив главі уряду Євгенові Марчуку позитивно розглянути їхні вимоги. Повіривши такій поважній особі, акцію протесту було призупинено на один тиждень з наступним її поновленням у разі невиконання поставлених вимог.
Рівно через тиждень акцію було відновлено. Щоправда, до попереднього місця голодування учасників не пропустили численні наряди міліції. За тиждень, що минув, територія поблизу адміністрації Президента огородили парканом, що залишився дотепер. Відтак протестувальники перемістилися на майдан Незалежності, який одразу ж було взяте в щільне кільце міліцейським кордоном. Голодувальникам не дозволили розбити намети, сподіваючись, що холодна, дощова погода примусить змінити їхнє рішення. Представники прокуратури Старокиївського району попередили учасників акції про кримінальну відповідальність за несанкціоноване голодування.
20 вересня о 17:30 шістнадцять голодувальників, серед яких сімох депутатів місцевих рад, було брутально кинуто в міліцейський «воронок» і доставлено в Старокиївський РВВС. Наступного дня Старокиївський райсуд виніс тринадцятьом вирок: 3 і 5 діб арешту. 22 вересня до голодувальників приєдналися 15 представників Харківської УНА-УНСО, яких другого дня в суботу «пов'язали». В неділю заарештували чергову групу прибулих із Івано-Франківська. Заарештовані продовжували голодувати в СІЗО. Дехто, виходячи на волю, знову повертався на майдан і отримував новий термін ув'язнення.
30 вересня народні депутати Олег Вітович та Юрій Тима змушені були за станом здоров'я припинити голодування. Їхнє місце зайняли народний депутат Ярослав Ілясевич та депутат Київради Олег Кубах. Підтримку акції протесту висловили товариство «Просвіта», «зелені», різноманітні страйкові та профспілкові комітети. На майдан Незалежності виходили і представники шахтарських колективів Червонограда, які приєдналися до вимог голодувальників. У голодуванні брав участь і 80-річний народний художник України Данило Нарбут. Через Дарницький приймальник-розподільник пройшло за ті кілька тижнів понад двісті унсовців. У багатьох областях України на центральних майданах міст відбувалися аналогічні акції протесту із залученням великої кількості учасників.
У серпні-вересні Комітет «Рівність можливостей» провів моніторинг, аби визначити, назви яких політичних сил трапляються у ЗМІ найчастіше, яким виділяють найбільше газетної площі. На першому місці — УНА-УНСО — 38 %. Далі у рейтинговому списку вишикувалися КПУ — 26 %, так звана партія влади — 21 %, кримськотатарський «Адлет» — 6 %, ХДПУ, СПУ, «Нова Україна» — по 3 %.
Після зняття з реєстрації організація фактично залишилась без засобів до існування. Державне комунальне підприємство житлового господарства Старокиївського району подало в арбітражний суд позов на УНА з наміром стягнення боргу за оренду партійного офісу. Керівництво УНА не могло погасити борг, оскільки банківські рахунки організації було заблоковано, а готівкою розраховуватися не дозволяли. Епопея з виселенням тягнулась декілька місяців, поки УНА-УНСО не перенесла свій офіс в житлову квартиру на вулиці Костельній.

## 1996

### Білоруська весна
Весна 1996 року на пост-радянському просторі запам'яталася «інтеграційними процесами» між Російською Федерацією і Республікою Білорусь, ініційованими президентом останньої Олександром Лукашенком. Така політика Лукашенка викликала вкрай негативну реакцію в частини білоруського суспільства. Водночас УНА розцінювала втрату суверенітету Білорусі як загрозу також суверенітету України.

#### Акція 2 квітня 1996
Використовуючи зв'язки з молодіжними націоналістичними структурами Білорусі, члени УНА-УНСО вирішили спільно з «Білим легіоном», організацією, створеною на основі молодіжного крила Білоруської спілки офіцерів, взяти участь в акції протесту 2 квітня у Мінську проти підписання президентами Єльциним і Лукашенком т. зв. «рамкового договору» про утворення «Союзу Росії і Білорусі». Виїхавши поїздом з Рівного, група унсовців вранці 2 квітня була вже в штаб-квартирі мінського осередку «Білого легіону», де було укладено угоду про співпрацю та взаємодопомогу між УНА-УНСО та «легіонерами».
Оскільки штаб-квартира «Білого легіону» містилася в центрі білоруської столиці, українським та білоруським націоналістам не довелось долати численні міліцейські перепони, добираючись до площі Незалежності, місця збору демонстрантів. Завдяки активним діям молодих учасників акції, було подолано нерішучість і страх перед потужними кордонами міліції. О 17:20 колона демонстрантів рушила вздовж проспекту проїжджою частиною. Близько 19 години двокілометрова колона досягла площ біля Палацу Спорту, де відбувся антилукашенківський мітинг, на якому, виступаючи від імені УНА-УНСО, народний депутат України Юрій Тима пообіцяв всебічну допомогу Білорусі.
Загалом, 2 квітня був найсприятливіший момент для розгортання наступу опозиції. Проте, демократичні структури виявилися неготовими до силового протистояння владі, яка сама тоді перебувала в непевному стані. Молодь, що становила більшість учасників 30-тисячної демонстрації, була готовою і рвалася до бою з міліцією, але нерішучість лідерів БНФ звела нанівець усі потуги радикально настроєного натовпу. 2 квітня, після закінчення мітингу, відчувалось розчарування людей відсутністю радикалізму з боку націонал-демократів.

#### Акція 26 квітня 1996
26 квітня 1996 року — 10 річниця чорнобильської трагедії. Білоруська опозиція вирішила провести цього дня низку заходів, протестуючи проти політики замовчування правди про наслідки чорнобильського лиха. Було створено Національний оргкомітет з представників демократичних організацій з проведення маніфестації та мітингу під загальною назвою «Чорнобильський шлях — 96». У зверненні оргкомітету зазначалося, що «всякі спроби штучно занизити масштаби трагедії і її наслідків для здоров'я і життя теперішніх і майбутніх поколінь ляжуть прокляттям на того, хто посміє це зробити… Аби врятувати себе і своє майбутнє, всім треба розуміти, що поруч із Чорнобилем радіаційним нас підточує Чорнобиль духовний і знищуються людська гідність і права особи…» Під зверненням стояли підписи Василя Бикова (голова оргкомітету), Станіслава Шушкевича, Юрія Хадики та ін.
Влада заборонила проводити заплановані опозицією заходи і рекомендувала керівникам установ, підприємств на місцях не допускати виїзду активістів БНФ 26 квітня до Мінська. На період проведення Дня пам'яті чорнобильської аварії було відмінено будь-які звільнення солдат внутрішніх військ. МВС і КДБ ухвалило рішення про участь у колонах маніфестантів переодягнених у цивільне своїх працівників для виявлення екстремістськи настроєних осіб тощо. Паралельно в Мінськ надійшла інформація від українських силових структур про номери поїздів, якими виїжджали унсовці на підтримку білорусів. Завдяки такій інформації, у Барановичах при пересадці з поїзда на приміську електричку було затримано групу членів УНА-УНСО з Рівного та Тернополя (зокрема народного депутата України Юрія Тими, керівника Рівенської обласної організації Миколи Карпюка) — всього 14 осіб. Це сталося в ніч з 25 на 26 квітня. Вилучивши паспорти, під конвоєм автоматників групу протримали кілька годин на пероні без жодних пояснень. Було вилучено і дипломатичний паспорт Тими, що унсовці розцінили як зневагу до української держави. Інші групи унсовців добиралися поїздами зі Львова та Києва.
У білоруській столиці події розвивалися ось як. Маніфестація почалась від Академії наук. О 17:20 демонстранти, за згодою міліції, вийшли на проспект Скорини і спокійно рушили вперед. В голові колони несли образ Божої матері. Тим часом спецпризначенці на площі Якуба Коласа перегороджував дорогу міліцейськими «Жигулями». На прохання Станіслава Шушкевича звільнити дорогу міліцейське начальство не відреагувало. Далі ситуація загострилася:
| Ліві лапки | Було видно, як звідкись із середини під стягами «Білого легіону» і УНСО до кордону підтягнулася група дужих хлопців. Молодь пожвавилась. Дві міліцейські машини в один момент було перекинено. Спецпризначенці пішли у наступ. Приблизно за одну хвилину молоді демонстранти руками і ногами прорвали ланцюг. Кордони розступилися і демонстранти рушили проспектом, протискаючись через перевернуті машини. І в цей момент спецпризначенці з обох боків знову врізалися в колону, розсікли її і почали молотити людей кийками. Били всіх, хто потрапляв під руку (а це вже були переважно жінки і немолоді люди). Тоді ззаду на спецпризначенців кинулась молодь, яка вже встигла відійти метрів на сто. Міліцейські сили опинилися в пастці, з тилу їх почали закидати піском і камінням, а найбільш відчайдушні хлопці пішли з кулаками на щити й кийки. «Звитяжні» спецпризначенці розгубилися і в розпачі кидалися то в один, то в інший бік, але, побачивши, що на нього наступає все більше і більше розпашілої подіями молоді і кільце звужується все щільніше, — у цій небезпечній для себе ситуації спецпризначенці воліли «підняти руки вгору». | Праві лапки |

Замість того, щоб у тій ситуації закріпити успіх, маніфестантів погнали до місця проведення мітингу — на площу Незалежності. Дорогою, обуреному натовпові, ще щонайменше тричі траплялися кордони міліції, але лідерам і активістам БНФ, які ставали стіною між колоною і спецпризначенцями, вдавалося з великими труднощами стримувати демонстрантів. Пізніше це дорого обійшлося прихильникам незалежності. Після акції міліція затримала навіть тих, які рятували її від розлючених людей.
Сам мітинг, як і попередній 2 квітня, пройшов мляво. На мітингу виступили Зенон Позняк, який спеціально для цього приїхав з еміграції, письменник Василь Биков та інші. Було прийнято «безкомпромісну» заяву про те, що Лукашенко немає морального права керувати країною.
Ось як описують подальші події самі унсовці:
| Ліві лапки | Людей почали хапати ще до закінчення мітингу, переважно тих, що розходились. Брали найбільш відомих і «буйних». Приблизно з 22 години почався справжній шабаш. Спецпризначенці вирішили відігратися на випадкових людях. «Пакували» в міліцейські автобуси, попередньо змасакрувавши кийками, навіть представників молодіжних тусовок, байдужих до будь-якої політики. Всі отримували традиційні 10-15 діб ув'язнення. Того вечора понад 200 чоловік опинилися за ґратами. Ще під час мітингу до членів УНА-УНСО підійшов якийсь чоловік у цивільному і повідомив, що їх будуть арештовувати в першу чергу, і порадив попередити про це інших українців. Інформація підтвердилась, коли першими взяли українських журналістів, які, сівши в авто, не встигли навіть завести мотор. З автобуса із затемненими вікнами, що стояв неподалік, повискакували автоматники в масках і, розбивши лобове скло в машині, повитягували звідти усіх, покидавши на землю. Не зробили винятку і для Наталки Чангулі — диктора УТ. Журналістів позаганяли в автобус і повезли в Центральний райвідділ міліції, «пригощаючи» дорогою кийками. Інших унсовців схопили після закінчення акції, коли вони спілкувалися з керівником «Білого легіону» Сергієм Числавом. Облави тривали цілу ніч. Загалом за ґратами опинилося 12 українців. Журналістів згодом відпустили, попередньо (15 діб) ознайомивши з білоруськими в'язницями. | Праві лапки |

#### Перші суди над унсовцями
На початку травня радник українського посла в Білорусі Володимир Соловей заявив кореспонденту «Свабоды», що представники посольства ведуть активні переговори з правоохоронними органами Білорусі, щоб визволити своїх громадян. При цьому пан Соловей зауважив, що ці питання доводиться обмірковувати вельми делікатно, аби не зіпсувати відносини між двома країнами.
Тим часом більшість заарештованих українців на знак протесту оголосили голодування (зокрема це були Сергій Потапов, Андрій Шептицький, В'ячеслав Гоч, Андрій Миронюк, Степан Мерцало та інші; останнього було звільнено разом із журналістами). Всі вони вимагали зустрічі з адвокатом і з українським послом. Утім, білоруська влада категорично відмовилась виконати цю цілком законну вимогу заарештованих. У Володимира Солов'я, колишнього офіцера-афганця, ліквідатора наслідків аварії на ЧАЕС, під час обшуку забрали ліки, які він завжди носив із собою, оскільки був хворий на астму. В камері Володимиру стало погано. Черговий офіцер викликав «швидку допомогу». В медсестри, коли побачила на тілі хворого чисельні чорні смуги (від кийків), від хвилювання затремтіли руки. Лікар заявив, що українця треба терміново покласти під крапельницю. Але офіцер не дозволив забрати його до лікарні.
Спершу сімом затриманим винесли вирок 30 діб, а пізніше відкрили кримінальну справу. У самому Мінську 14 і 30 травня перед адміністрацією Президента і тюрмою було виставлено масові пікети з вимогою звільнення політв'язнів. 30 травня міліція побила і заарештувала близько 100 чоловік.
Лідерам БНФ В'ячеславу Сівчику і Юрію Хадиці, а також сімом унсовцям: Володимиру Солов'ю, Андрію Шептицькому, Андрію Дригайлу, Андрію Бурлаці, В'ячеславу Гочу, Андрію Миронюку і Сергію Потапову висунули звинувачення за ст. 186/ прим.3 і 188/1 КК РБ. За словами слідчого Мінської міської прокуратури Сергія Новікова, що вів справу, це був перший випадок в юридичній практиці Білорусі, коли громадян звинувачували за ст. 186/прим.3 «Організація або активна участь у групових діях, які порушують громадський порядок».
У другій декаді травня Мінськ відвідали народні депутати України Олег Вітович та Ярослав Ілясевич, які зустрілись зі спікером Верховної Ради Білорусі, заступник міністра внутрішніх справ і прокурором Мінська. Проте вони не змогли добитися дозволу на побачення з арештованими українськими громадянами. 17 травня на прес-конференції в Києві Олег Вітович заявив: "За бажання можна було б зробити більше. Якби міністр закордонних справ Геннадій Удовенко наважився 27 або 30 квітня направити ноту протесту, ситуація могла б бути іншою. Голова УНА заявив також, що якщо ситуація не зміниться, організація перейде до акцій протесту в Білорусі.

#### Спроба обміну
Долею українських бранців зацікавився Президент Ічкерії Зелімхан Яндарбієв, який пообіцяв включити вимогу їх звільнення окремим пунктом в пакт щодо обміну військовополоненими та остаточного припинення бойових дій. Для вироблення механізму такого обміну в Чечню вирушили дві групи. В одній були Анатолій Лупиніс з журналісткою Наталкою Чангулі, летіли через Москву, де зустрічалися з російськими журналістами та вели перемовини на Луб'янці з російськими прикордонниками про обмін їхніх полонених у Чечні на ув'язнених у Білорусі унсовців. 
За словами Н. Чангулі:
"Група Віталія Шевченка не летіла через Москву, а діставалися Ічкерії через Владикавказ і мала завдання зустрічатися з російськими прикордонниками в різних місцях, щоб підбурювати їх на підтримку обміну ув'язнених унсовців у Білорусі на полонених російських прикордонників в Ічкерії. Через Москву ж летіла група Анатолія Лупиноса для перемовин з керівництвом російських прикордонників, щоб вони з Москви тиснули на Лукашенка, щоб той дав згоду на обмін. (Про це писала «Нова газета» у серпні 1996-го). Зустріч на Луб'янці таки відбулася, але окрім стану ступору російських полковників, що збіглися подивитися на нахабство унсовців, які з'явилися тут взагалі та ще й з унсовськими хрестами на грудях — мені здається, іншого результату помітити не вдалося".
Потім А.Лупиніс з Н.Чангулі вилетіли на Північний Кавказ. В іншій групі на Кавказ вирушив Віталій Шевченко, який активно проявив себе в антилукашенківських акціях протесту.
На Північному Кавказі, де війна ще тривала, в полон до чеченців потрапили 14 російських прикордонників . Провівши низку переговорів, лідери УНА-УНСО домовились про обмін росіян на українських бранців. 29 липня 1996 року Віталій Шевченко у складі делегації від Комітету захисту соціальних прав військовослужбовців вилетів з Харкова у Росію. 
Обидві групи — Віталій Шевченко та Андрій Базавлук (Петрова десь залишилася в іншому місці) та Анатолій Лупиніс і Наталка Чангулі — зустрілися у станиці Сліпцовській. Звідти дороги розійшлися. 
Група Лупиноса залишилася чекати на зв"язок через Бамут. Зв'язок спрацював за кілька днів по закінченню штурму Грозного. Лупиніс поїхав до Грозного. . 
«Озброївшись» журналістським посвідченням, Віталій Шевченко разом із харківськими журналістами телекомпанії «Літа-М» А.Базавлуком та О.Петровою намагалися пробратися через російські заслони в Грозний самостійно. Вони вирушили з Інгушетії на Грозний через Ачхой Мартан. Там їхні сліди загубилися. Грозного не дісталися. Подальша їхня доля невідома, з 11 серпня 1996 року вони вважаються пропалими без вісті. 
Зникнення трьох громадян України: Базавлука, Шевченка і Петрової набуло великого розголосу. В Чечню від УНА-УНСО направилися пошукові групи. Президент Ічкерії створив спеціальну слідчу комісію. Їздила шукати свого сина і мати Шевченка, Галина Федорівна. Проте пошуки не дали результату.За деякими даними, Олена Петрова уникнула викрадення, але після того не поверталася до Харкова, а виїхала у Москву; за іншими ж даними, пізніше й сама зникла в Чечні.
Переговори щодо обміну російських прикордонників на українських політв'язнів зайшли в глухий кут. Росія тоді не дуже піклувалася долею своїх військовополонених, а Лукашенка й поготів не цікавили чужі проблеми, якщо вони не приносили йому політичних дивідендів.

#### Акція 22 червня
Переймаючись долею своїх товаришів, організація направила чергову групу унсовців до Мінська на антифашистський мітинг опозиції, сподіваючись якось вплинути на ситуацію в Білорусі. Але демонстрація і мітинг 22 червня виявилися малочисельними (3-5 тис.) і абсолютно «беззубими». До кожного унсовця, який ніс український або організаційний прапор, був приставлений у цивільному працівник міліції, щоб після закінчення акції схопити і запроторити усіх до буцегарні. Через це Юрій Тима наказав своїм колегам у момент його виступу на мітингу відійти подалі від місця акції і поодинці добиратися до вокзалу, щоб з'явитися там буквально за хвилину до відправлення київського потягу. Після свого виступу Ю. Тима подарував керівництву БНФ прапор України, і в цей момент, коли увага всіх була прикута до процесу передачі національного стягу, унсовці скрутили прапори і зникли. Залишились лише народні депутати України Ю. Тима й Я. Ілясевич, захищені дипломатичними паспортами. Ввечері відбулася їхня прес-конференція для чисельних представників ЗМІ в штаб-квартирі Народного фронту.
22 червня закінчилась Мінська весна 1996 року. З нею розвіялись ілюзії на будь-які політичні зміни в суспільстві за участі «опозиції». Єдиною людиною в Білорусі, здатною на радикальні дії, виявився її президент — Лукашенко.

#### Остаточний суд над унсовцями
Серпнева операція чеченців з розгрому російської групи військ у Грозному зірвала варіант обміну унсовців на російських військовополонених. Тепер все залежало виключно від позиції Лукашенка, який вирішив використати судовий процес над українцями для досягнення власних цілей. Передусім — успішного результату референдуму 7 листопада, ініційованого ним для продовження своїх президентських повноважень ще на 5 років.
В кінці літа в білоруській столиці розпочався судовий процес над українцями, який тривав 2 тижні і закінчився 5 вересня винесенням вироку: Гоч, Миронюк і Бурлака отримали по року позбавлення волі; Дригайло — півтора; Шептицький і Потапов — два роки і три місяці; а Соловей, як лідер групи, найбільше — два з половиною роки. Основні докази слідства проти звинувачених було отримано з боку правоохоронних органів України.
На суді всі свідки з боку білоруської міліції називали унсовців не інакше, як «лица украинской национальности», чим викликали помітне пожвавлення в залі. Лідери БНФ проігнорували цей судовий процес, а свідок від БНФ Юрій Хадика дав неправдиві свідчення, направлені проти підсудних.[джерело?]
У ті дні вдалося домовитися з однією львівською комерційною радіостанцією про трансляцію передач УНА-УНСО на територію Республіки Білорусь. В ефір встигло вийти п'ять передач «Вільного слова з України», поки 16 вересня працівники СБУ не вчинили погром у приміщенні радіостанції. Як виявилося, радіопередачі, в яких білорусам давали конкретні роз'яснення з організації опору чинному білоруському режимові, веденні диверсійної війни тощо, транслювалися ще й на територію північних українських областей, що власне й занепокоїло українське керівництво.
В той час у Мінську за приналежність до УНСО продовжували переслідувати громадян Республіки Білорусь. Увечері 2 листопада було проведено обшуки в гуртожитку журналістики Мінського університету, під час яких було вилучено листівки мінської організації УНСО, на підставі чого місцеве КДБ заарештувало групу студентів. Того ж дня Президент Лукашенко звільнив із посади керівника республіканського КДБ «за неспроможність припинити діяльність мінської організації УНСО». Новопризначене керівництво держбезпеки завело кримінальні справи за «Шпигунство на користь УНСО», першими жертвами яких стали журналісти: Ліна Куліковська (газета «Наша ніва») і Тетяна Снітко (газета «Заря»).

### Українська Народна Солідарна Організація
Українська Національна Асамблея продовжувала боротьбу за свою реєстрацію. Для цього 20 липня в Українському домі міста Києва відбулися чергові установчі збори політичної партії УНА. Це був уже тринадцятий з'їзд в історії організації. Делегати обрали керівні органи, куди увійшли ті ж люди, що й раніше. Було прийнято новий статут партії.
Голова УНА заявив, що в партії не буде воєнізованих формувань. Українська Народна Самооборона переорганізовувалася в профспілку Українська Народна Солідарна Організація. Виконавчим секретарем організації було призначено Олександра Коваленка.
3 жовтня 1996 на адресу керівництва УНА-УНСО надійшов лист з Міністерства юстиції, в якому заступник міністра М. Хандурін повідомляв, що в реєстрації Українській Національній Асамблеї відмовлено. Це була вже третя офіційна відмова. Однією з причин такого рішення було те, що на думку міністерства, під прикриттям профспілки УНСО продовжує діяти Українська Народна Самооборона як незаконне воєнізоване формування під егідою УНА, що суперечить статті 37 Конституції України, згідно з якою, політичні партії не можуть мати воєнізованих формувань. Як було сказано в листі:
| Ліві лапки | Про відверто воєнізований характер угрупування УНСО свідчать організаційні засади побудови цього формування та його «стройовий статут». А про організаційну єдність зазначених структур свідчить той факт, що керівниками УНСО виступають ті ж особи, які очолюють УНА. | Праві лапки |

14-15 вересня в Одесі відбувся Всесвітній конгрес вайнахського (чеченського) народу, у роботі якого взяли участь і представники українських політичних організацій. В залі виділили дві ложі: одну для УНА-УНСО, другу для засобів масової інформації. Представники української націонал-демократії розповідали про свою допомогу Чечні гуманітарними вантажами, відправленими з України. Представник УНА-УНСО розповів делегатам і гостям форуму про участь організації в бойових діях. Увесь зал стоячи аплодував унсовцям. Особливу подяку чеченці висловили легендарному командиру бригади «Вікінг» Сашку Білому, а також командиру одного з підрозділів, що обороняв Бамут — Дощу.

## 1997

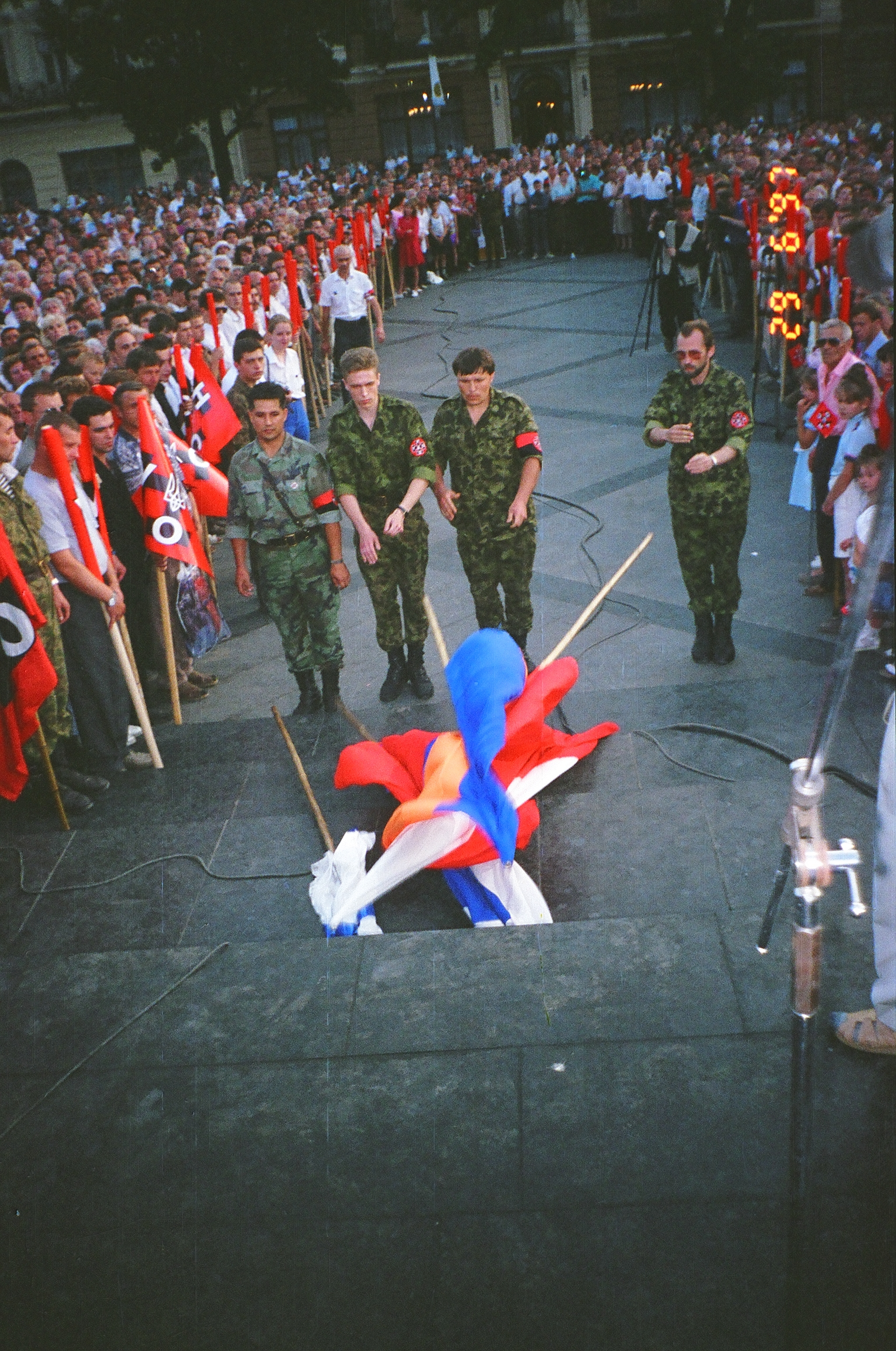
Мітинг УНА-УНСО у Львові в 1997 році. Вкидання прапорів недружніх держав

### Арешти у Рівному
На початку лютого 1997 року в Рівному було заарештовано трьох членів організації: Миколу Ярошика, Андрія Боярчука та Олександра Музичка (Сашка Білого). Двоє останніх були керівниками РОО УНА-УНСО. На думку УНСО, причиною затримання стало бажання влади «за рік до парламентських виборів завдати потужного удару по організації, від якого вона не зможе оговтатися. Адже для існуючої влади УНА-УНСО в той час була серйозним конкурентом в передвиборчій боротьбі.» Водночас більш імовірною причиною цього інциденту стала поведінка самих затриманих, а саме — «чоловічі розбірки» без політичного підтексту. На користь цього свідчить те, що через рік, у зв'язку з реєстрацію їх кандидатами в народні депутати, затриманих було звільнено (тобто жодних перешкод законному звільненню не було, на відміну від деяких інших випадків затримання унсовців).
За два тижні до того, в українську пресу почала надходити інформація про те, що ніби-то «УНА-УНСО розкололась, а її бойовики (з чеченським і придністровським досвідом за плечима) створюють свої бази в Криму». Під аналогічним заголовком в газеті «Киевские ведомости» з'явилася стаття Г. Ключикова, в якій він повідомляв, що:

| «Дмитро Корчинський вирішив розпустити воєнізовані формування УНСО й остаточно зосередитися на політичній діяльності, зайнявши посаду голови УНА Олега Вітовича. Однак значна частина бойовиків УНСО, переважно з числа учасників у бойових діях на території країн СНД і Східної Європи, відмовилася виконати указ про розпуск. «Непримиримі», яких, за наявними даними, очолює Олександр Музичко, що недавно повернувся з Чечні, головним завданням вважають захист кордонів України. З цією метою вони мають намір створити в Криму, використовуючи чеченський досвід, 6 бойових бах, 3 з яких будуть міститися безпосередньо в Севастополі. Ймовірно, що бойовики будуть вести спостереження за частинами ЧФ, на практиці відпрацьовувати прийоми війни в натовпі»[9] Оригінальний текст (рос.) «Дмитрий Корчинский принял решение распустить военизированные формирования УНСО и окончательно сосредоточиться на политической деятельности, заняв должность председателя УНА Олега Витовича. Однако значительная часть боевиков УНСО, в основном из числа участвовавших в боевых действиях на территории стран СНГ и Восточной Европы, отказалась выполнить приказ о роспуске. «Непримиримые», которых, по имеющимся сведениям, возглавляет недавно вернувшийся из Чечни Александр Музычко, первоочередной задачей считают защиту южных границ Украины. С этой целью они намерены создать в Крыму, используя чеченский опыт, 6 боевых баз, 3 из которых будут дислоцироваться непосредственно в Севастополе. Предполагается, что боевики будут вести наблюдение за частями ЧФ, на практике оттачивать приемы войны в толпе.» |

### Податковий кодекс 1997
З 1 липня 1997 набрав чинності Закон «Про податок на додану вартість», який викликав хвилю обурення серед представників малого і середнього бізнесу. Через запровадження великої кількості штрафів (максимальний сягав 1700 грн.), введення товарно-касової книги, на ринках пронеслась хвиля свавілля з боку податкових адміністрацій у формі стягнення різних штрафів. У зв'язку з цим керівництво організації вирішило організувати широкомасштабні акції на всій території України і найпотужнішу в Києві. Вже через кілька днів УНА-УНСО привела під стіни Верховної Ради велику армію представників малого бізнесу — приватних підприємців, що працювали на ринках Києва та інших міст України. Пікетувальники вимагали нормалізувати умови існування приватних підприємців, припинити тиск з боку податкових адміністрацій, Міністерства фінансів, Міністерства юстиції та інших державних структур.
Після трьох днів пікетування парламенту дію Закону «Про податок…» було призупинено. Було утворено узгоджувальну група для вироблення компромісного варіанту. 8 липня, паралельно з київською акцією, УНА-УНСО організувала і провела пікетування податкових адміністрацій в інших обласних центрах України.

### Легалізація (1997)
29 вересня 1997 року УНА, втретє за її історію було зареєстровано в Міністерстві юстиції. Це дало їй право брати участь у парламентських виборах 1998 року, які, на відміну від попередніх, було проведено змішаною виборчою системою.
З метою обговорення передвиборчої програми і затвердження передвиборчого списку політичної партії Українська Національна Асамблея, 4 листопада, в приміщенні Інституту історії НАН України під гаслом «Важко на виборах — легко в бою» пройшов II надзвичайний з'їзд УНА (XIV з'їзд УНА-УНСО).
Через кілька днів після з'їзду організацію покинув заступник Голови УНА Дмитро Корчинський, оскільки не погодився з висуненими проти нього з боку керівництва УНА-УНСО звинуваченнями (Газети подали ці звинувачення так: схиляння перед «брежнєвською конституцією», неправильна політика на сході України, ліберальне ставлення до Москви). Утім, кадрові перестановки, проведені в УНА-УНСО, не сприяли успішному веденню виборчої кампанії.

## 1999

### Зміна Статуту та керівництва
22 травня 1999 року в Києві в приміщенні «Слов'янського Університету» відбувся черговий з'їзд. Делегати внесли зміни до Статуту, змінили форму керівництва та офіційну назву партії. Згідно з новим Статутом керівництво організацією мав здійснювати Провід, до якого на з'їзді обрали сімох осіб: Андрія Шкіля, Миколу Карпюка, Олександра Музичка, Олега Марчука, Анатолія Лупиноса, Сергія Чумака, Руслана Зайченка. Головою Проводу його члени обрали Андрія Шкіля.

#### Дії проти УНСО
Сайт УНСО подає подальші події ось так:
|  | 9 вересня Уманський міський суд Черкаської області за заявою прокурора м. Умані в «інтересах держави» до Уманського міського осередку УНА-УНСО та Уманської міської організації НРУ «Про прийняття рішення про зобов'язання перенесення строків проведення конференції та вуличної ходи» заборонив проводити науково-теоретичну конференцію та заходи, пов'язані з нею в м. Умані з 10 по 12 вересня 1999 року включно. Голова Уманського осередку УНА-УНСО Леонід Франченко, виступаючи в суді, провів аналогію з минулими часами, коли православні храми здавались поляками в оренду жидам-лихварям, які, в свою чергу, брали гроші з віруючих за моління в церквах, що й призвело до Коліївщини. Подібне спостерігається і в наш час. Дії міської влади це підтверджують. Ще до того, як Уманський суд виніс заборону, по всій Україні правоохоронці проводили профілактичні заходи щодо активістів УНА-УНСО: допити, погрози, арешти. Зокрема в Харкові 50 членів організації 8 червня отримали повістки відвідати слідчі органи для подання свідчень. Голову Харківської УНА-УНСО після цього було заарештовано. Керівництво обласної СБУ відвідало АТП, де було орендовано автобус для поїздки до Умані. Після відвідин автобус раптово «поламався». У Рівному з орендованого унсовцями автобуса міліція зняла номерні знаки, унеможлививши його виїзд. Калуський автобус затримали на території Хмельницької області і, викликавши заступника начальника Калуської міліції і начальника Калуської ДАІ, примусили водія повернути назад у супроводі міліції. Аналогічні пригоди стались з полтавською, київською та іншими делегаціями, які їхали автобусами. Всі вони до Умані так і не добралися. Вінницьку організацію, яка теж добиралася автобусом, зупинили за 15 кілометрів до Умані. В «операції» брав участь київський «беркут», який, жорстоко побивши учасників конференції, позабирав у них гроші, документи, приватні речі. На залізничній станції Хмельницький, задовго до прибуття поїзда Львів-Черкаси, закрили всі каси продажу пасажирських квитків при наявності вільних місць. 11 вересня 1999 року о 8:50 на залізничну станцію Умань приміським потягом зі станції Христинівка прибули делегати з Львівської, Тернопільської та Одеської областей кількістю близько 70 осіб. Одразу ж потяг (один вагон і тепловоз) було оточено бійцями «беркуту» кількістю 80-100 осіб у бронежилетах з автоматами напоготові. Випустивши з вагону місцевих жінок та дітей, працівники міліції поклали всіх інших на підлогу та сидіння в положенні «руки за голову». Вагон із затриманими під конвоєм відправили на ст. Христинівка. Всіх затриманих бійці «беркуту» обшукали, після чого багатьох, виводячи по одному в тамбур, били та знущалися (різали та рвали одяг і взуття). В багатьох затриманих було вилучено і не повернуто гроші, документи та інші особисті речі. Жоден із обшуканих не отримав на руки копії протоколу обшуку. Під час «шмону» працівники міліції відкрито підкидали делегатам ножі, кастети, наркотики. Неодноразово з вуст правоохоронців звучали погрози вчинити розправу та вбивство. При цьому звучали фрази: «У нас з вами старі рахунки ще з похорону Патріарха Володимира 18 липня 1995 року в Києві». Після такої жорстокої процедури, без жодних пояснень мотивів затримання, делегатів конференції було зачинено у вагоні та незаконно утримувано під вартою протягом 14 годин. Звільнення почалось після 19 години вечора шляхом примусової відправки поїздами в напрямку Одеси та Львова. Того ж дня о 9 годині ранку інша група «беркутівців» у кількості близько сорока осіб у бронежилетах і з автоматами напоготові блокувала іншу групу учасників конференції (бл. 25 осіб) на вул. Жовтневій в Умані і, нічого не пояснюючи, не пред'являючи жодних звинувачень, обшукала і взяла під варту. Серед затриманих були члени Проводу УНА-УНСО Микола Карп'юк та Олег Марчук. Всіх утримували в Уманському СІЗО. Самій акції передувала ще одна провокація. В ніч на 11 вересня в Умані на парканах та інших місцях з'явилися написи фарбою з таким змістом: «Бий жидів! УНА-УНСО», «Наш Президент — Євген Марчук». Тої ж ночі було спаплюжено святі для кожного українця місця: могилу вояків УПА і освячений камінь на місці, де буде стояти скульптурна композиція «Коліївщина»... |

#### Конференція
9 жовтня, рівно за місяць, в Умані таки відбулась науково-теоретична конференція: «Коліївщина: національно-визвольне повстання українського народу 1768 року». З другої спроби конференція, у якій взяли участь науковці з Києва, Черкас, Умані пройшла без пригод. Було оприлюднено імена десятка командирів повстанських загонів, десятки імен повстанців — мешканців сіл Черкащини та Вінниччини. Було ухвалено рішення про призначення редакційної групи з дослідження та публікації архівних матеріалів. Після конференції колона УНА-УНСО з представниками місцевих організацій Руху та козацтва пройшла вулицями міста і вшанувала місце, де ще за радянських часів збиралися встановити пам'ятник учасникам Коліївщини, але справа затягнулася на 30 років. Оскільки місце, де збирались встановлювати пам'ятник, міститься на засміченій околиці, організація прийняла заяву, в якій наполягала на встановленні монумента в центрі міста замість пам'ятника Леніну: «Цей пам'ятник повинен стати і пам'ятником автору проекту Анатолію Фуженку, який помер 3 жовтня, буквально за кілька днів до проведення конференції.»

## 2000-ті

### Білорусь (2000)
Влітку 2000 року сотня унсовців відвідала Білорусь на запрошення керівництва Білоруського Народного Фронту. Мета поїздки — підтримка білоруської опозиції в її боротьбі з режимом Лукашенка. Кілька місяців сотня перебувала в лісах під Мінськом, очікуючи, виступу білоруської опозиції. Коли ж стало ясно, що цього не станеться, унсовці повернулися додому.
30 червня, у Києві відбувся ювілейний з'їзд, присвячений 10-й річниці утворення УНА, на якому член Проводу партії Микола Карп'юк, прибувши з Білорусі, передав вітання делегатам з'їзду від членів організації, «які мають щастя відмічати річницю не в цій залі, а за справжньою чоловічою роботою».

### «Україна без Кучми»

#### Грудневі події
28 листопада вибухнув політичний скандал, пов'язаний зі зникненням журналіста Георгія Гонгадзе. Поштовхом став виступ Олександра Мороза, який з парламентської трибуни зачитав заяву, в якій звинуватив президента Кучму у замовленні «зникнення» Гонгадзе. Було оприлюднено фрагменти аудіозаписів розмов Кучми з народними депутатами та членами Кабінету Міністрів. Виступ Мороза викликав значний суспільний резонанс, продовженням якого стали вуличні виступи. 15 грудня кількасот осіб розбили наметове містечко на столичному майдані Незалежності, протестуючи проти дій влади та вимагаючи відставки Президента Кучми і керівників силових відомств. Було заявлено про створення громадського комітету під назвою «Україна без Кучми» (УБК) та про готовність продовжувати акцію до виконання їхніх вимог. Голова Виконкому УНА Юрій Тима заявив присутнім, що УНА-УНСО бере наметове містечко під охорону.
Така позиція УНА-УНСО викликала різке незадоволення керівництва партії «Батьківщина». Воно планувало передати охорону наметового містечка Корчинському та його «Щиту Батьківщини». Ця структура, яку утримували Тимошенко та Турчинов, організувала низку провокацій щодо учасників УБК, метою яких була дезорганізація акції та перехоплення ініціативи на користь лідера «Батьківщини» Юлії Тимошенко.[джерело?] Коли УНА-УНСО звела потуги Корчинського нанівець, керівники «Батьківщини» створили паралельну до УБК структуру під назвою Форум національного порятунку (ФНП).[джерело?] Саме існування двох структур, двох штабів, двох центрів з одними і тими ж цілями негативно відбилося на самій акції і стала однією з причин, яка призвела до її завершення.[джерело?]

#### Події 9 березня
9 березня 2001 р. влада за участі багатотисячної армії правоохоронців, та підтримки низки політичних партій, зокрема й «опозиційних» вчинила в Києві масштабну провокацію, яка закінчилася жорстоким побиттям і ув'язненням сотень учасників акції. В подальшому стало зрозуміло, що новітні українські політв'язні стали заручниками політичної ситуації і ними будуть цікавитися лише з огляду на майбутні парламентські вибори. Результат — серед ув'язнених опинилися лише члени УНА-УНСО. Як і слід було чекати, Юлія Тимошенко відмовила керівництву УНА-УНСО у проханні включити до передвиборчого списку «Батьківщини» членів УНА-УНСО, що перебували в СІЗО СБУ. Натомість було запропоновано розпустити партію, як це вчинив зі своєю УКРП Степан Хмара, а всім членам УНА-УНСО організовано вступити до УРП.
Надалі співпраця влади і «опозиції» у справі ліквідації УНА-УНСО перейшла у «правозахисну» фазу. Як з'ясувалося, адвокатів політв'язнів було найнято не для захисту, а задля контролю процесу з боку тієї ж таки «Батьківщини». Адвокат заарештованих унсовців, політв'язень радянських таборів, народний депутат України першого скликання Іван Макар, був змушений відмовитись від своєї участі в процесі. Зокрема він свідчить:
|  | Як відомо, Андрій Шкіль відмовився зробити політичну заяву, як це було домовлено між нами під час зустрічі напередодні, а обрав лінію поведінки, яку запропонувала йому адвокат Тетяна Монтян, і дав свідчення як обвинувачений. Я вважав і вважаю, що така поведінка, яка служила прикладом для інших обвинувачених, створює проблеми як для самого лідера УНА, так і для всієї Організації. З його (Андрія Шкіля) реакції на моє звернення я зрозумів, що він не визнає своєї помилки у тому, що після пред'явлення обвинувачення він не зробив політичної заяви, а погодився давати на допиті покази. Як виявилося в подальшому, за результатами портретної експертизи кілька обвинувачених не було ідентифіковано. Тобто для них єдиними доказами у справі можуть стати покази обвинувачених, які наслідували поведінку свого лідера. Вважаю, що така поведінка Андрія Шкіля була викликана лише єдиним бажанням — самому якнайшвидше покинути СІЗО, продемонструвавши таким чином бажання допомогти слідству… з підписанням Президентом нового Кримінального кодексу… проблема правового захисту не стоїть так гостро, як на момент пред‘явлення попереднього звинувачення, коли санкція за зазначені дії становила від десяти до п'ятнадцяти років позбавлення волі. Вважаю, що таким чином дуже важлива ніша в українській політиці — ніша радикального правого лідера може бути заповнена випадковою людиною, що, зрештою, може завдати значної шкоди національним інтересам.Таким чином наступними умовами моєї участі у наступних стадіях процесу як захисника членів та кандидатів у члени УНА є: УНА змінить лідера, або ж Андрій Шкіль заявить про відставку за своєю ініціативою. |

## Після 2001
На з'їзді УНА 18 листопада 2001 року головою партії було обрано Миколу Карпюка. До того часу партією керував колегіальний орган — Провід.
12 березня 2001 року Миколу Карпюка було ув'язнено за участь в акції Україна без Кучми.
2002 року, попри внутрішні негаразди, партія спромоглася взяти участь у парламентських виборах. Зокрема, на виборах було висунуто партійний список УНА, в першу п'ятірку якого входили: Карпюк Микола Андронович; Коваленко Едуард
Володимирович; Тима Юрій Казимирович; Зайченко Руслан Петрович;	Марчук Олег Автономович.
Андрій Шкіль, як і було прогнозовано, переміг за одномандатним округом і, вийшовши з зали суду на волю.
1 березня 2003 року покинув лави партії Голова Виконкому Юрій Тима. Невдовзі 29 квітня 2003 року член Політради УНА Коваленко Едуард Володимирович провів свій з'їзд, своєї партії, обравши себе її головою. Черговий з'їзд УНА-УНСО відбувся 20 вересня 2003 року. На ньому Головою Організації було обрано Юрія Тиму. Головою Виконкому — Олександра Коваленка. Членами Виконкому: Валерія Бобровича, Олега Марчука, Анатолія Романчука та Сергія Чумака.
2003 рік — утворена Всеукраїнська громадська організація «Українська Національна Асоціація — Українська Народна Самооборона», голова проводу Андрій Шкіль.
2004 рік — Дмитро Корчинський створив партію «Братство».
2004 рік — утворена Всеукраїнська громадська організація «Українська народна асамблея — Українська національна солідарна організація» Юрія Тими.
15 жовтня 2005 р. XIX З'їзд УНА, завершив процес відродження організації. Головою УНА-УНСО було знову обрано Героя України Юрія Шухевича, багатолітнього політв'язня, сина легендарного головнокомандуючого Української Повстанської Армії генерал-хорунжого Романа Шухевича.
2006 рік — Едуардом Коваленко створена Політична партія «Соціал-Патріотична Асамблея Слов'ян» (СПАС).
2007 рік — створена Всеукраїнська громадська організація «Українська Націоналістична Самооборона» голова Юрій Шухевич.
Станом на квітень 2012 року існують кілька різних організацій УНА-УНСО:
- Всеукраїнська громадська організація «Українська народна асамблея — Українська національна солідарна організація» (УНА-УНСО) Юрія Тими.
- Всеукраїнська громадська організація «Українська Національна Асоціація — Українська Народна Самооборона» (УНА-УНСО) Андрія Шкіля
- Всеукраїнська громадська організація «Українська Націоналістична Самооборона» (УНСО).
- Українська Національна Асамблея (УНА), яку очолюють Юрій Шухевич та Микола Карпюк. Офіційно зареєстрована партія.

Як заявив у січні 2014 року речник «Правого сектора» Артем Скоропадський, справжнім УНА-УНСО є УНА-УНСО Шухевича, тоді як інші однойменні структури є маргінальними організаціями, що складаються з кількох учасників.

## Участь уЄвромайдані
УНА-УНСО Ю.Шухевича увійшла до «Правого сектора», об'єднання низки українських націоналістичних організацій, формально підпорядкованого Самообороні Майдану як 23-тя сотня.
Боєць УНА-УНСО Жизневський Михайло Михайлович загинув під час штурму на вулиці Грушевського в Києві.

Сашко Білий

У ніч на 25 березня 2014 убито Сашка Білого — Музичка. Спочатку представники МВС заявили, що Сашко чинив опір і був застрелений при затриманні. Пізніше перший заступник міністра внутрішніх справ Володимир Євдокимов заявив, що Сашко Білий застрелився під час затримання. Представник «Правого сектора» Сергій Пандрак в ефірі Громадського ТБ спростував заяву Євдокимова, заперечивши, що Сашко сам себе застрелив.
На Вінниччині стартував пілотний проект Міністерства оборони та УНА-УНСО зі створення 55-го батальйону територіальної оборони та добровольчого підрозділу.
Для підготовки універсального батальйону обрано навчальний центр колишнього командного пункту 43-ї армії ракетних військ стратегічного призначення, що в Калинівському районі Вінницької області.
Міністерство оборони взяло на себе обов'язки по забезпеченню навчального центру усією необхідною документацією, посібниками та зброєю.
Наприкінці жовтня декілька десятків бійців доукомплектували 54-й розвідувальний батальйон як окрема рота, котрий також був підготовлений вінницькими унсовцями й сьогодні несе службу на півдні Донеччини.
Загалом результатом першого в Україні пілотного проекту має стати завершення створення у лютому 2015 року повноцінної потужної бази для підготовки бійців. А 55-й батальйон буде виконувати задачі керівництва Збройних сил України, й разом із 54-м батальйоном складе окрему мотострілецьку бригаду з власними зенітними установками та важкою технікою.

## 2015
20 серпня 2015 Міністерство юстиції України зареєструвало Політичну партію «УНА-УНСО», свідоцтво 313-п.п., про що в Єдиний реєстр громадських формувань внесено запис 1438849.
В реєстрі зазначені такі відомостях про склад керівних органів партії:
- Фуштей Костянтин Костянтинович — голова партії, член проводу партії
- Бобров Валерій Олегович — заступник голови Партії, член проводу партії
- Лагнюк Ярослав Олегович — член Проводу Партії
- Чангулі Наталія Андріївна — член Проводу Партії
- Чумак Сергій Вікторович — член Проводу Партії

Місцезнаходження партії: 01021, м. Київ, вул. Липська, 19/7, кв. 30а
Фуштей Костянтин Костянтинович народився 28 лютого 1974, був членом політичної партії Українська Національна Асамблея, проживає в місті Вінниці.[неавторитетне джерело]
У 2016 році Костянтин Фуштей виїхав на постійне проживання в Іспанію.

## 2022
Після початку повномасштабного вторгнення російських військ в Україну члени організації знову встали на захист батьківщини, був сформований зведений загін УНСО, який веде бої з російськими загарбниками.

## У культурі
- Андрій Миронюк. Українські добровольці в Чечні (книга містить романи kavkaz.ua та Скіф). — Київ, 2004. — 288 с. ISBN 956-7881-96-5
- Георгій Гонгадзе. Тіні війни (фільм). — 1993.
- Пісня «Украина, спасибо тебе» на YouTube — пісня чеченського барда Імама Алімсултанова.
- Олександр Невзоров. "Чистилище"(Фільм). - 1997. На 43:17 Видно Бійця з Шевроном УНСО.